# Couleur

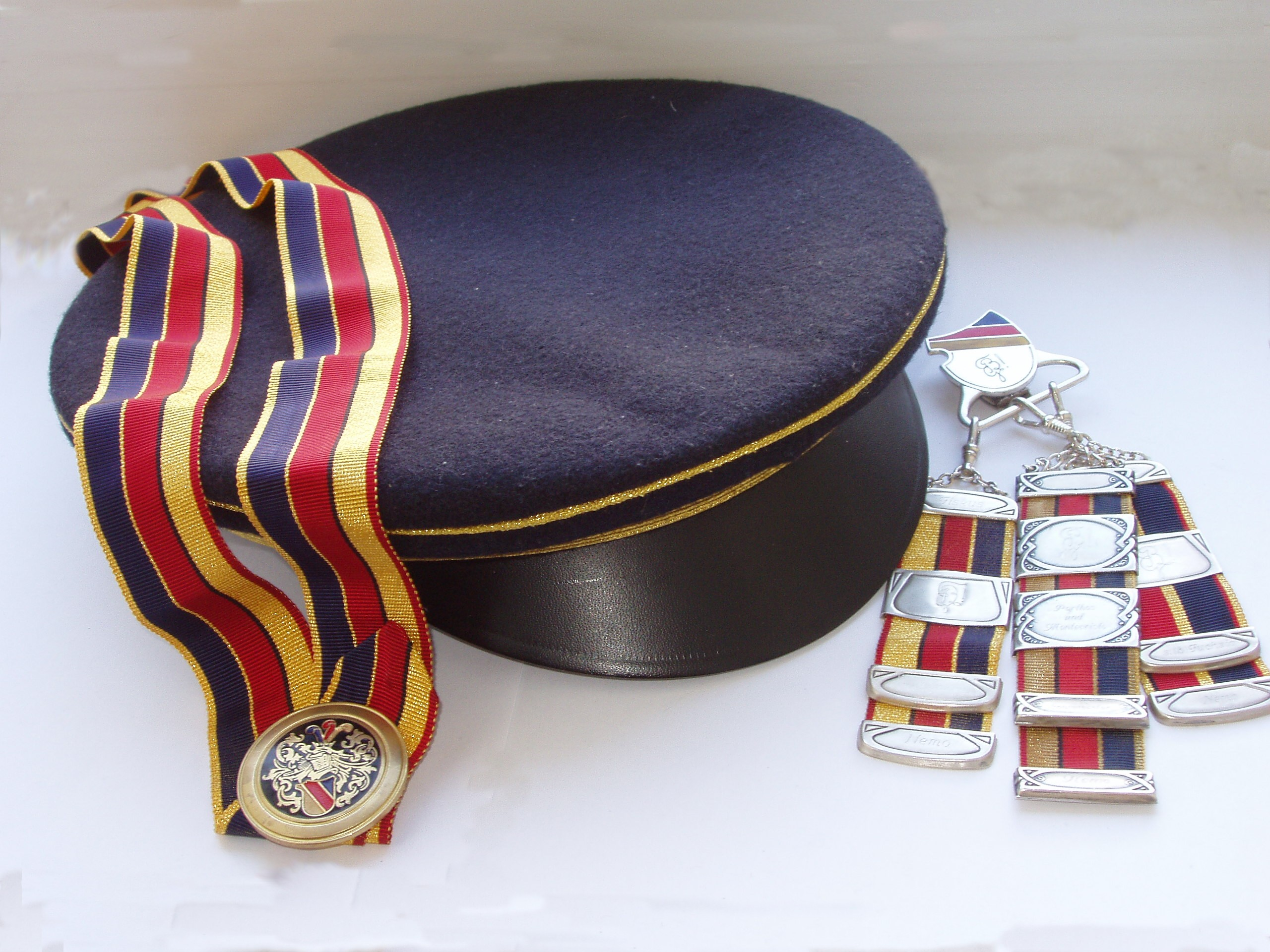
Band, Mütze und Zipfelbund – die wichtigsten Couleurelemente

Die Couleur (französisch la couleur ‚die Farbe‘) ist die Kombination bestimmter Farben, die als Zeichen einer farbentragenden oder farbenführenden Studenten- oder Schülerverbindung dient. Verallgemeinert wird unter Couleur auch die Prägung eines Menschen zu einer weltanschaulichen Einstellung verstanden: Jemand sei dieser oder jener Couleur.

## Gebrauch

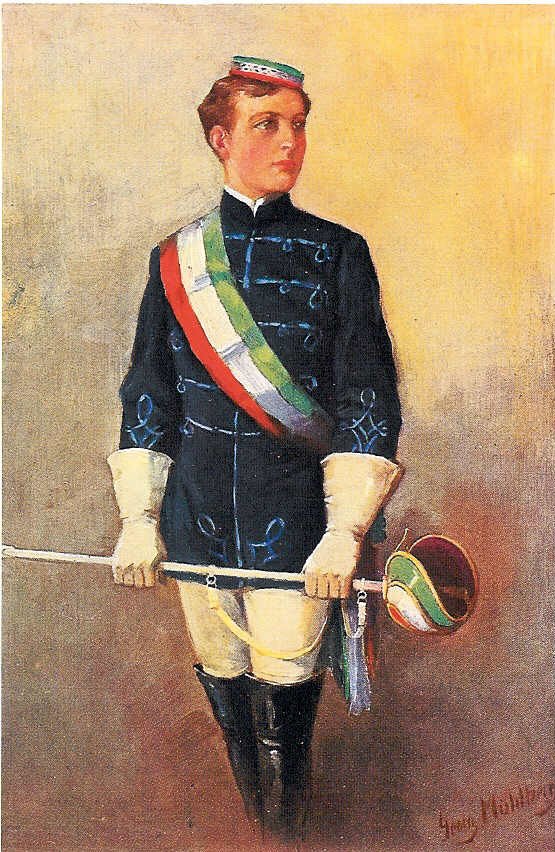
Zum ersten Mal in Wichs (Student in Festtracht), Gemälde von Georg Mühlberg (1900)

Bei den Mitgliedern einer farbentragenden Verbindung befindet sich die als Couleur festgelegte Kombination von Farben auf Kleidungs- und Schmuckstücken und auf Accessoires und Gebrauchsgegenständen. Der Begriff Couleur wird sowohl abstrakt für die Farbkombination als auch für die Gegenstände verwendet, auf denen sich die Farben der Kombination befinden. Die wichtigsten Gegenstände der Couleur sind das um die Brust getragene Band und die Mütze, die als Abzeichen für die Mitgliedschaft bei der entsprechenden Verbindung dienen. Des Weiteren tragen viele Verbindungsstudenten am Gürtel einen Zipfelbund, an dem mindestens ein sogenannter „Zipfel“ oder „Zipf“ (auch „Bierzipfel“) hängt, kleine Stückchen farbigen Bandes, deren Enden in Metall gefasst sind.
Die Mitglieder farbenführender Verbindungen tragen die Couleur nicht. Ihre Farben finden sich nur im Wichs (eine Art Uniform für besondere Anlässe) und auf Couleurgegenständen. Gelegentlich wird ein Zipfel getragen. Manche Verbindungen in Süddeutschland und in Österreich tragen zwar ein Band, aber keine Studentenmütze. Schwarze Studentenverbindungen tragen keine Farben.
Die Couleur – inklusive verschiedener Vorgängerphänomene – war im Laufe der Zeiten immer ein Ausdruck von Loyalität, Zugehörigkeit und Identität einer Gruppe gegenüber, aber auch von Rivalität zu und Distanzierung von anderen Gruppen und Einzelnen. Dementsprechend war in verschiedenen Phasen der Geschichte das Verhältnis von Trägern unterschiedlicher Couleur, aber auch das Verhältnis von Couleurträgern zu Nicht-Couleurträgern stark emotional aufgeladen, was sich im gesellschaftlichen und politischen Bereich bis heute auswirkt.
Die Farben von Studentenverbindungen beeinflussten die Farbwahl der Flagge Deutschlands und der Flagge Estlands.

## Die Farben heute

### Gestaltung
Im abstrakten Sinne besteht die Couleur einer Verbindung aus einer Kombination von meist drei Farben mit festgelegter Reihenfolge. Es gibt auch einige – zumeist sehr alte – Verbindungen mit nur zwei Farben. Auch vier oder fünf Farben werden relativ selten verwendet. Häufig sind solche Kombinationen sekundär aus Zusammenschlüssen von Verbindungen unterschiedlicher Couleur entstanden, die sich auf eine Farbfolge festlegen mussten.
Die zwei bis fünf Farben verlaufen immer quer und weisen keine Musterung oder zweidimensionale Gestaltung in irgendeiner Form auf, wie es Farbfelder in der Heraldik oder Flaggen in der Vexillologie haben können. Grundsätzlich weisen alle Farbstreifen dieselbe Breite auf, Ausnahmen von dieser Regel sind selten. Es kommt beispielsweise – vor allem bei Zusammenschlüssen von Verbindungen – vor, dass zwei oder drei Hauptfarben von zwei schmaleren Streifen in einer weiteren Farbe umgeben sind nach dem Muster „rot-grün auf weißem Grund“.
Wie auch bei Nationalflaggen haben die Farben eine relevante Reihenfolge, sie können also nicht willkürlich kombiniert werden. Genannt werden sie dabei in der Regel von oben nach unten. Ausnahmen sind beispielsweise die Universitätsstädte Halle, Jena und Leipzig, deren Verbindungen ihre Farben zum Teil von unten nach oben lesen. Ebenso handhaben es auch einzelne Corps in Deutschland, zum Beispiel in Heidelberg und Freiburg im Breisgau.
Die Farben stammen im Wesentlichen aus dem Repertoire der Heraldik, am verbreitetsten sind schwarz, blau, rot, grün, aber auch weiß und gelb sowie gold und silber. Verwendet werden ebenfalls die selteneren Farben violett, rosa und orange sowie (ganz selten) grau und braun.
Im Gegensatz zur Farbenlehre der Heraldik sind weiß und silber, aber auch gelb und gold jeweils verschiedene Farben. Dabei fällt auf, dass gold vergleichsweise häufig ist, silber aber selten. Gold und silber werden auch nicht miteinander kombiniert. Ein weiterer Unterschied zur Heraldik besteht in den Nuancierungen der Farben blau, rot und grün. Dunkelblau ist etwas anderes als blau, hellrot anders als rot. Unterschiedliche Nuancierungen derselben Farbe können auch unmittelbar aufeinander folgen, so ist zum Beispiel auch die Kombination „dunkelblau-hellblau-weiß“ möglich. Bei den Nuancierungen wird meist großes Gewicht auf Mustertreue gelegt, das heißt, dass die überlieferte Farbabstufung akribisch genau eingehalten wird, besonders bei der Fertigung der Bänder. Dies führt vielfach zu metaphorischen Farbbezeichnungen, wie „alpenrosenrot“, „moosgrün“ oder „ätherblau“. Die (Metall-)Farben gold, gelb, silber und weiß sowie schwarz weisen keine Nuancierungen auf, ebenso wenig wie die Mischfarben violett und orange.

### Bezug und Bedeutung

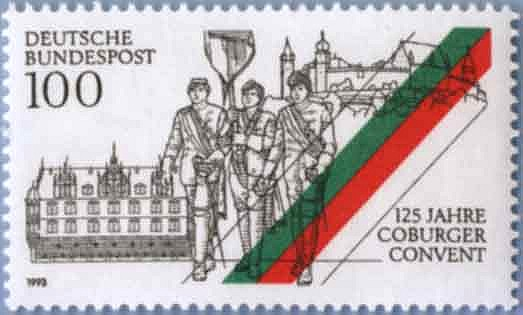
Jubiläumsbriefmarke „125 Jahre Coburger Convent“ mit den Farben des Verbandes

Verbandsdreieck des VVDSt in
schwarz-weiß-rot

Die Farben symbolisieren eine bestimmte Verbindung an einem bestimmten Ort beziehungsweise die Zugehörigkeit ihres Trägers zu einer bestimmten Verbindung. Da manche Farbkombinationen häufig sind, gibt es auch Verbindungen, deren Farben sich gleichen, was aber für das Verhältnis der Verbindungen zueinander keine Bedeutung haben muss. Um Verwechslungen möglichst auszuschließen, werden jedoch gleiche Farbkombinationen am selben Hochschulort meist vermieden. Verstöße gegen diese Maxime gab es vor allem nach dem Zweiten Weltkrieg, als sich Verbindungen aus östlichen Hochschulorten in den Westen verlegten und dort auf Verbindungen mit gleichen Farben trafen. In Städten mit sehr vielen Verbindungen verschiedener Typen kommen Farbgleichheiten naturgemäß auch sonst vor, nicht zuletzt zwischen Hoch- und Mittelschulverbindungen.
Es gibt auch Korporationsverbände mit Farben. Am bekanntesten sind die Burschenschafterfarben Schwarz-Rot-Gold, die von mehreren burschenschaftlichen Dachverbänden geführt werden, die sich auf die Urburschenschaft in Jena von 1815 zurückführen. Diese Bewegung breitete sich von Jena deutschlandweit aus und trug die Farben in viele Universitäten. Da sich die burschenschaftliche Bewegung schnell zersplitterte und bald mehrere Burschenschaften pro Universität existierten, tragen nicht alle Burschenschaften diese Farben. Auch gibt es unterschiedliche Kombinationen und Reihenfolgen (schwarz-gold-rot, schwarz-rot auf Gold etc.). Die weite Verbreitung, die große Popularität und die politische Bedeutung haben dafür gesorgt, dass diese Farben heute die deutsche Nationalflagge bilden.
Eine Farbkombination führt auch der Coburger Convent (weiß-grün-rot-weiß), der Dachverband der pflichtschlagenden Landsmannschaften und Turnerschaften. Diese Farben werden dort aber von keiner Einzelverbindung getragen und treten auch nicht in Form von Band und Mütze auf. Insofern andere Verbindungen diese Farben tragen, besteht kein Zusammenhang.

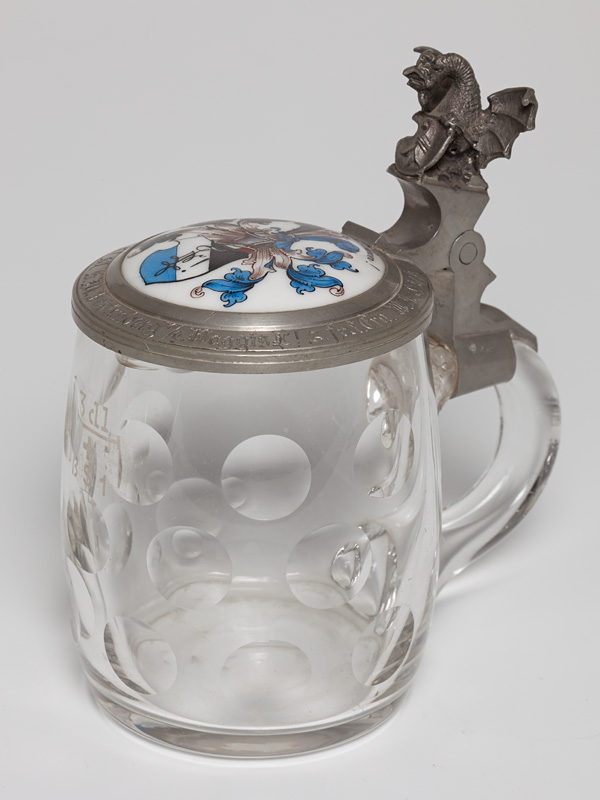
Bierseidel der zionistischen Verbindung Nehardea, 1915, in der Sammlung des Jüdischen Museums der Schweiz.

Um die Mitte des 19. Jahrhunderts formierten sich die ersten christlichen Verbindungen, die oftmals in anderen Städten Tochterverbindungen mit den gleichen oder ähnlichen Farben gründeten. Daraus entstanden Dachverbände mit mehr oder weniger einheitlichem Couleur wie der Wingolfsbund (schwarz-weiß-gold) oder der Unitas-Verband (blau-weiß-gold). Die Farben sind dabei sowohl die Farben des Dachverbandes, als auch die Couleur der weitaus meisten Mitgliedsverbindungen. Dies ist möglich, weil einige Dachverbände nur eine Mitgliedsverbindung pro Universitätsstadt zulassen (Singularitätsprinzip). Im Falle des Unitas-Verbands sind mehrere Verbindungen pro Stadt möglich und auch nötig, da auch Frauen in eigenen Verbindungen in den Verband aufgenommen werden. Die Farben blau-weiß-gold werden von den einzelnen Vereinen in beliebiger Reihenfolge als Trikolore angeordnet. Ähnliches gilt für den Verband der Vereine Deutscher Studenten (VVDSt) mit seinen Farben Schwarz-Weiß-Rot, der diese Farbkombination in den 1880er Jahren aus Begeisterung für den kurz zuvor gegründeten deutschen Nationalstaat wählte.
Da jüdische Studenten von den christlichen Verbindungen ausgeschlossen waren, gründeten sie im 19. Jahrhundert häufig ihre eigenen. Ihre Motivation leitete sich unter anderem aus dem damaligen Antisemitismus einerseits und den jüdischen Zionismus andererseits. Vom Zionismus leiteten sie häufig die Farben blau und weiß her. Der abgebildete Bierseidel aus Basel, 1915, gehörte der zionistische Verbindung Nehardea und verkörpert die komplexe Selbstwahrnehmung der jüdischen Studenten in der Schweiz. Die Name Nehardea verweist auf das jüdische Exil (Nehardea war ein Ort in Babylonien) und die Farben und das Motiv auf die neuen Ziele des Zionismus. Der Basilisk auf dem Deckel zeigt zudem die lokale Verbindung zur Stadt Basel.

### Farbentragende, farbenführende und schwarze Verbindungen
Eine in der Praxis oft verwendete Differenzierung zwischen Verbindungstypen ist die Unterscheidung zwischen farbentragenden und farbenführenden Korporationen. Mitglieder farbentragender Verbindungen tragen die Couleur (Band, Mütze) ihrer Verbindung bei internen und öffentlichen Veranstaltungen. Farbenführende (meist gleichgesetzt mit nicht farbentragend) haben für ihre Korporation spezifische Farben, die sich häufig in dem Wichs und in Couleurgegenständen wie Flaggen, Fahnen und Zipfeln finden. Manche nicht farbentragende Verbindungen in Süddeutschland und in Österreich tragen zwar ein Band, aber keine Studentenmütze. Schwarze Studentenverbindungen tragen und führen keine Farben.

## Das Band

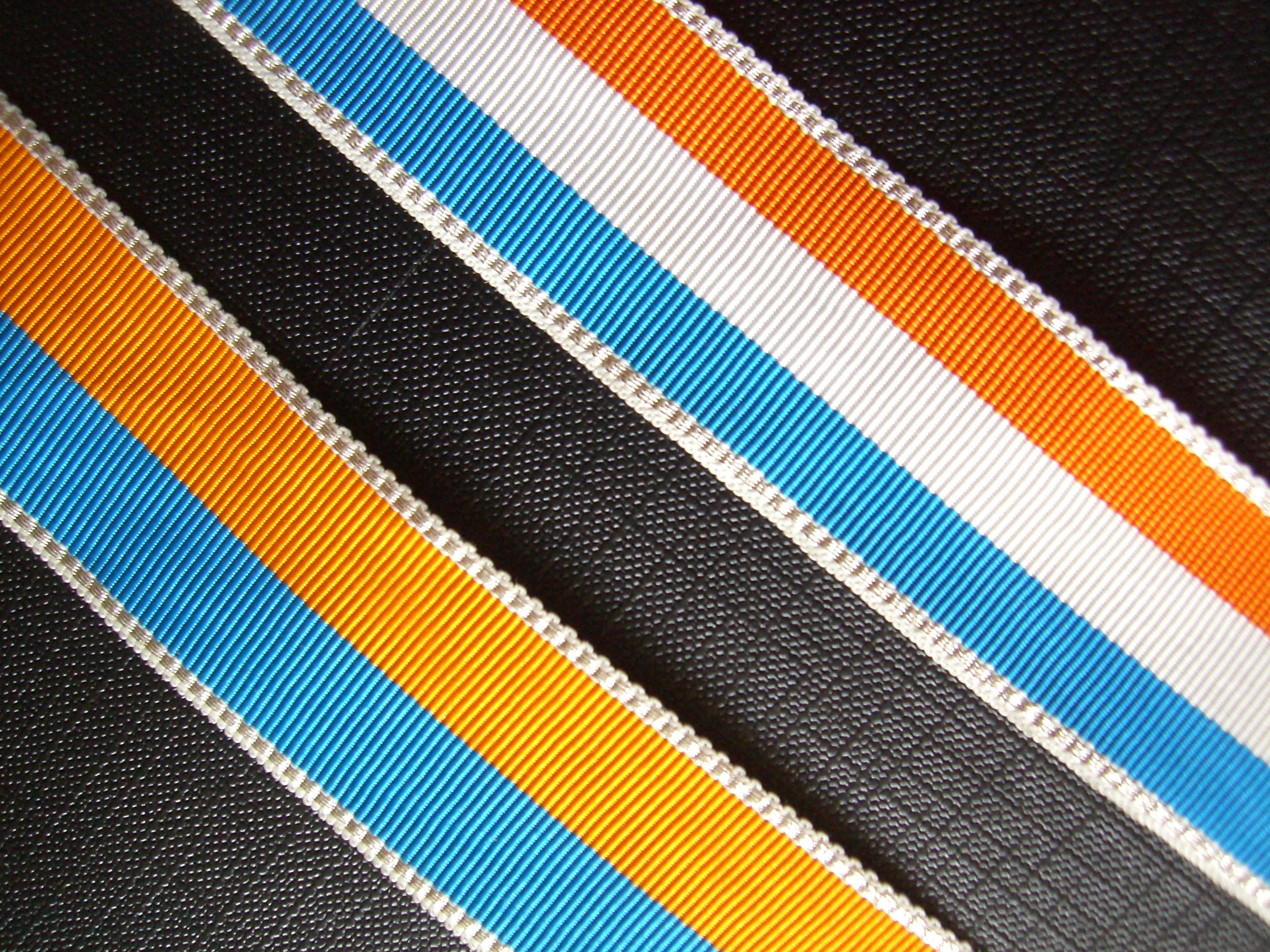
Burschenband (orange-weiß-blau); Fuxenband (orange-blau) der AV Cheruskia Tübingen

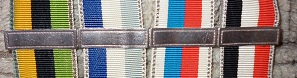
Vierfacher Bandspreizer

Konkrete Realisierung findet Couleur in zahlreichen Kleidungsbestandteilen und Gegenständen. Wichtigstes Couleurelement ist für die meisten Verbindungen das Couleurband, das „Mitgliedsabzeichen“ der farbentragenden Verbindungen.

### Gestaltung und Trageweise
Es handelt sich dabei um ein meist 27 Millimeter breites Seidengewebe (das sogenannte Bierband), das über die rechte Schulter gelegt und unter der linken Achsel ungefähr in Höhe des Bauchnabels von einem Bandknopf zusammengehalten wird. Das Band wird unter dem Jackett, aber über Hemd, Krawatte und Weste getragen. Bei Frack oder Smoking wird oftmals ein schmaleres Band (etwa 14 Millimeter), das sogenannte Weinband (Smoking) oder Sektband (Frack), quer über die Brust getragen. In Leipzig wird das „Leipziger Format“ getragen, ein Band mit 32 Millimeter Breite. Es gibt vereinzelt auch (oftmals sehr alte) Verbindungen, deren Band bis zu 36 Millimeter breit ist. Bei einzelnen Verbindungen kommt es vor, dass ein Konkneipant das Band gegenläufig (von links nach rechts) trägt.
Wenn ein Korporierter in zwei oder mehreren Verbindungen Mitglied ist, trägt er auch mehrere Bänder, und zwar üblicherweise alle gleichzeitig. Dabei wird sinnvollerweise darauf geachtet, dass die später erworbenen Bänder länger geschnitten sind, damit sie tiefer hängen und die Farben aller Bänder zu sehen sind. Eine andere Möglichkeit ist die Verwendung eines sogenannten Bandspreizers. Dieser wird auf der Brust getragen und besteht aus zwei oder mehr verbundenen Schiebern, die über die Bänder gezogen werden.
Die Bänder von Schülerverbindungen werden üblicherweise nicht zusammen mit den Bändern von Studentenverbindungen getragen.

### Perkussion

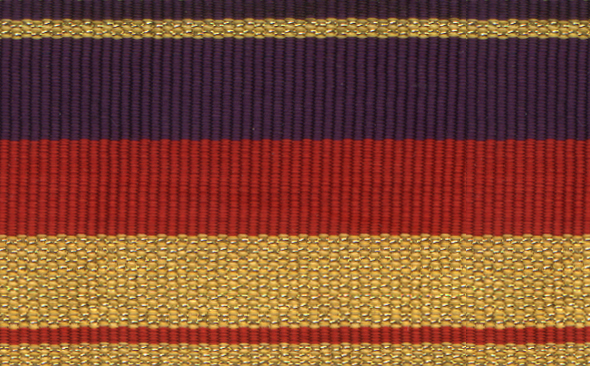
Band der Wiener Burschenschaft Bruna Sudetia

An den Rändern ist das Band meist entweder mit silbernen oder goldenen Metallfäden vernäht, der sogenannten Perkussion. Das Metall der Perkussion wird heute oft zur genaueren Unterscheidung zu den Couleurfarben dazugerechnet. Man spricht in diesem Falle etwa von „Farbe1-Farbe2-Farbe3 mit silberner/goldener Perkussion“. Ist die Perkussion breiter als normal, so redet man von einem Vorstoß, einer Besonderheit, die vor allem in Österreich vorkommt.
Das Metall der Perkussion dient üblicherweise auch als Richtschnur für die (goldene oder silberne) Gestaltung aller anderen Metallelemente des Couleurs einer Verbindung, wie zum Beispiel Metallstickereien auf Band und Tönnchen oder Metalleinfassungen von Zipfeln. Bei manchen Verbindungen werden Bänder bei besonderen Ereignissen oder als Erkennungszeichen einer besonderen Ehrung (zum Beispiel Ernennung zum Ehrenmitglied) in der Perkussionsfarbe bestickt, zum Beispiel mit dem Wappenspruch der Verbindung oder der Ausweisung der Ehrung.
Es gibt auch einige Verbindungen, die andere Perkussionsfarben als Gold und Silber haben. Dies kommt in Deutschland seltener vor als in Österreich; hier ist es auch möglich, dass die Perkussionsfarben auf der oberen und der unteren Seite des Bandes verschieden sind. In diesem Falle besteht kein Einfluss für die Metallelemente der Verbindung.

### Fuchsmajor und Füchse

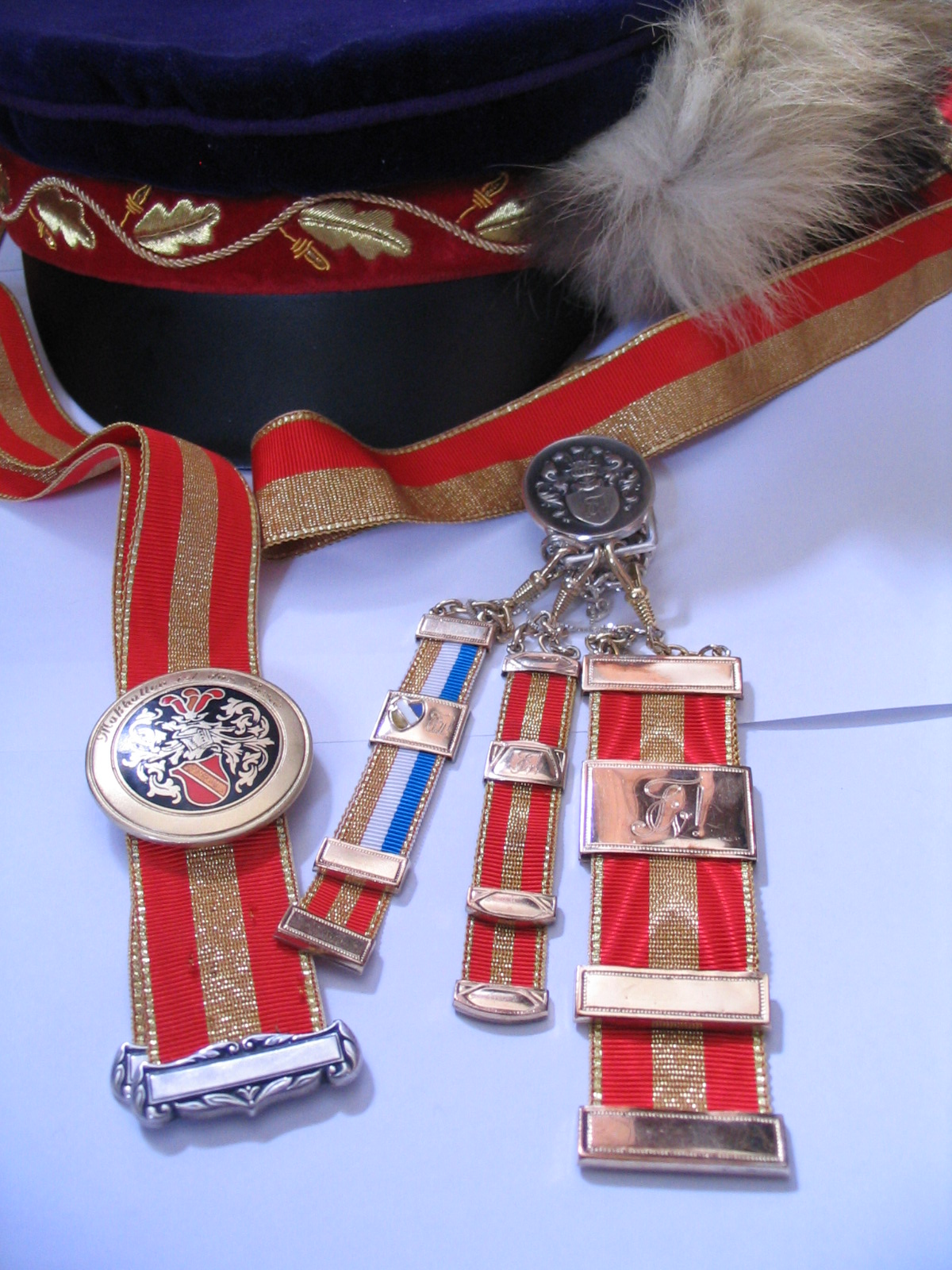
Couleur der Burschenschaft Teutonia Nürnberg: Mütze des Fuchsmajors mit Fuchsschwanz, dreifarbiges Burschenband, zweifarbiges Fuchsenband und Zipf[el]bund

Für die Füchse (andere Schreibweise „Füxe“ oder „Fuxen“), die Neumitglieder einer Verbindung, die noch nicht alle Rechte und Pflichten eines Vollmitgliedes haben, wurden im Laufe der Zeit Bänder mit spezieller Farbgestaltung entwickelt. Fuchsenbänder (häufig auch „Fuxenbänder“) unterscheiden sich von den Bändern für Burschen (oder Corpsburschen), den Vollmitgliedern. Sie sind meist um eine Farbe reduziert, haben also oft nur zwei Farbstreifen oder wiederholen eine der beiden Farben (zum Beispiel nach dem Muster „Farbe1-Farbe2-Farbe1“). Verbindungen mit zweifarbigem Band setzen im Fuchsenband eine dritte Farbe hinzu, verdoppeln eine der beiden Farben oder ersetzen eine Farbe durch weiß etc.
Es gibt auch viele Verbindungen ohne Fuchsenband. So tragen die Füchse der Corps in Göttingen und Heidelberg, die Füchse der meisten Burschenschaften in Heidelberg und die Füchse aller baltischen Verbindungen traditionell gar kein Band. Aber auch viele ältere Burschenschaften, vor allem diejenigen, die schwarz-rot-gold tragen, haben für die Füchse zwar ein Band, aber kein spezielles Fuchsenband. Dem liegt die Überzeugung zugrunde, dass man von der Farbkombination Schwarz-Rot-Gold, also den deutschen Farben, keine Farbe weglassen kann. Eine weitere Variante tritt in einigen Schweizer Verbindungen auf (z. B. Dachverband Stella Helvetica): Fuxen tragen ein dreifarbiges Bierband, Burschen dagegen ein dreifarbiges Weinband. In flämischen Verbindungen tragen Füchse das gleiche Band wie Vollmitglieder, jedoch über der linken Schulter.
Der Fuchsmajor, ein Vollmitglied, das für die Betreuung und Ausbildung der Füchse zuständig ist, trägt bei vielen Verbänden das Fuchsenband über Kreuz mit seinem Burschenband. Häufig wird auch ein Fuchsschwanz an der Mütze getragen.

### Bandknopf

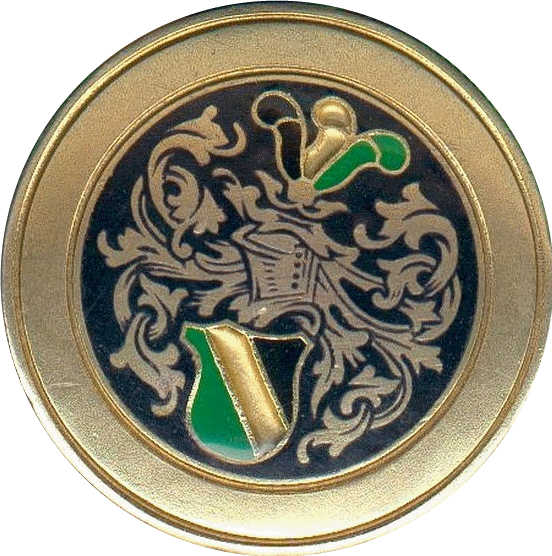
Bandknopf aus Metall in den Farben der KDStV Gothia Würzburg

Bandknöpfe dienen als zierende Verknüpfung der Bandenden. Sie sind entweder aus Metall (in Perkussionsfarbe) oder aus Keramik gefertigt mit einem vorne eingravierten Zirkel oder zeigen einen Wappenschild mit den Couleurfarben. In vielen Verbindungen erhält der Student seinen Bandknopf nach Ende seiner Fuchsenzeit von seinem Leibburschen geschenkt. Auf der Rückseite oder am Rand der Vorderseite wird dann manchmal eine entsprechende Widmung eingraviert.

### Bandschleife
Quer durch alle Verbände gibt es bei vielen Korporationen die Einrichtung des „Schleifenträgers“, manchmal auch „Conkneipant“ genannt, oder in Kösener und Weinheimer Corps „IdC“ (Inhaber der Corpsschleife). Die Schleife ist ein Stück dreifarbiges Weinband, das entsprechend gebunden am Revers des Jacketts getragen wird. Die Schleife wird solchen Mitgliedern verliehen, die aus wichtigen Gründen nicht alle Verpflichtungen erfüllen können, die die Verbindung von einem Bandträger verlangt (z. B. aus medizinischen Gründen das Fechten bei schlagenden Verbindungen). Bei einigen Studentenverbindungen kann die Bandschleife der Ehefrau oder der Verlobten eines Korporierten verliehen werden.
Mehrere Damenverbindungen tragen statt eines Couleurbandes grundsätzlich eine Bandschleife, bei anderen besteht je nach Anlass oder Garderobe die Wahl zwischen Band und Schleife.

### Traditionsbänder
Bei manchen Verbindungen werden Traditionsbänder getragen, das sind zusätzlich zum eigenen Band getragene Bänder mit Farben, die früher eine besondere Bedeutung hatten und heute nicht in Vergessenheit geraten sollen. Das können die Farben einer aufgelösten, befreundeten Verbindung sein oder frühere Farben der eigenen Verbindung. Traditionsbänder werden häufig nur von den Chargierten oder sogar nur vom ersten Chargierten der jeweiligen Verbindung getragen.

### Bandschieber
Aus verschiedenen Gründen tragen manche Verbindungsmitglieder Bandschieber (auch Schieber) auf ihren Bändern. Diese metallenen Plättchen – üblicherweise in der Farbe der Bandperkussion – haben etwa zwei Zentimeter Höhe und die Breite der Bänder. Sie werden aus verschiedenen Anlässen angebracht. Dazu zählen etwa die Teilnahme an einer PP-Suite oder die Führung eines besonders wichtigen Amtes. In manchen Korporationen werden Bandschieber anstatt Zipfeln getauscht.

## Die Kopfbedeckung

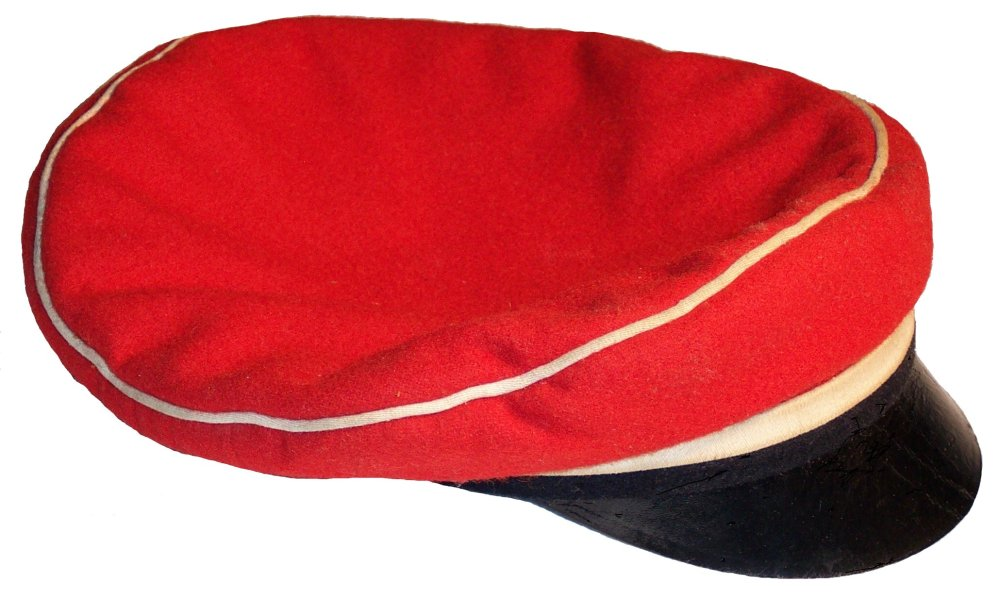
Mütze des Corps Hannovera Hannover

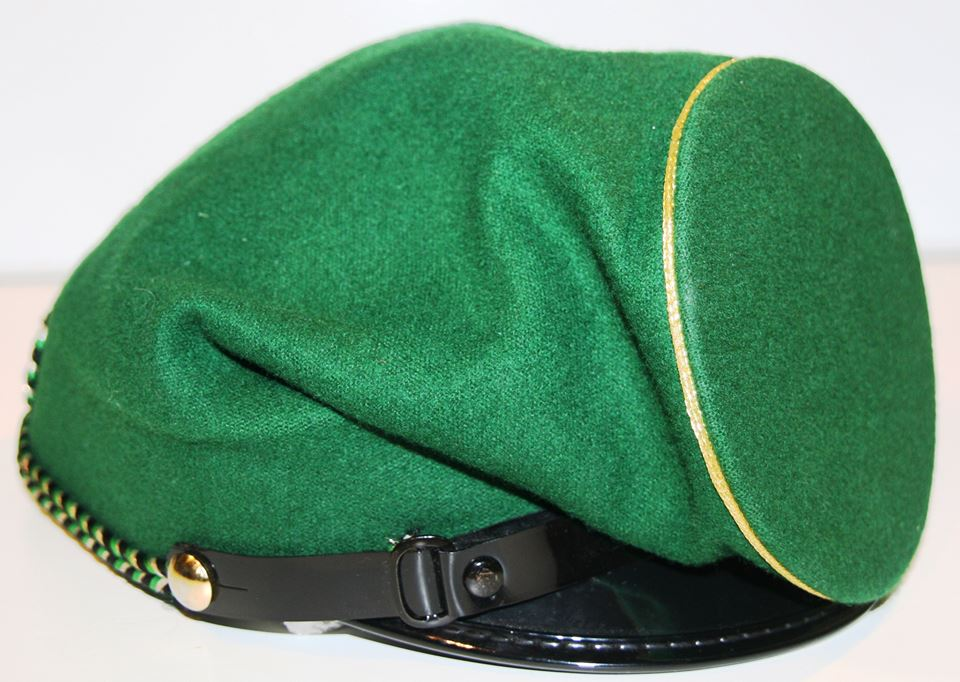
Stürmer des Corps Hubertia Freiburg

Traditionellerweise wird die Mütze (in Österreich auch Deckel genannt) als zweitwichtigstes Element des Couleurs einer Studentenverbindung angesehen. Die Kombination Band und Mütze wird auch als „Vollcouleur“ bezeichnet. Da man nur eine Kopfbedeckung gleichzeitig tragen kann, gibt es Regeln für Studenten, die in zwei oder mehr Verbindungen Mitglied sind; diese sind jedoch je nach Verband verschieden.

### Mützenform
Die Grundstruktur der Mützen ist im Prinzip bei allen Verbindungen gleich. Sie bestehen aus einem Kopfteil, an dessen unterem Rand ein Farbstreifen angebracht ist. Dazu kommt ein Schirm aus schwarzem Leder.
Die Form vor allem des Kopfteils kann jedoch sehr stark variieren. Es gibt sehr große Mützen, bei denen der obere Rand des Kopfteils einen deutlich größeren Durchmesser hat als der Kopfumfang (Tellermütze). Der „Bonner Teller“ ist oben durch einen eingearbeiteten Metallring versteift (vergleichbar mit den Mützen der Polizei), so dass er sich nicht zusammendrücken und etwa in der Manteltasche transportieren lässt.
Bei manchen besonders großen Variationen kann der Kopfteil sogar in Form eines Baretts zu einer Seite herunterhängen. Auf der anderen Seite gibt es sehr kleine Mützen, die mehr auf dem Kopf aufliegen als um ihn herum führen. Sie werden meist auf der hinteren Kopfseite getragen (Hinterhauptcouleur).
Typisch für die erste Hälfte des 19. Jahrhunderts ist eine Mützenform, die sich durch einen kleinen Kopfteil und einen besonders langen, nach vorn ragenden Schirm auszeichnet. Man spricht hier auch von der Biedermeiermütze. Die Mützenformen sind meist für eine Verbindung spezifisch, können also nicht individuell gewählt werden.
Bei baltisch-deutschen Verbindungen heißt die Mütze „Deckel“ und ist mit dem Baltenstern bestickt.
Eine weitere Sonderform ist die Kranzmütze.

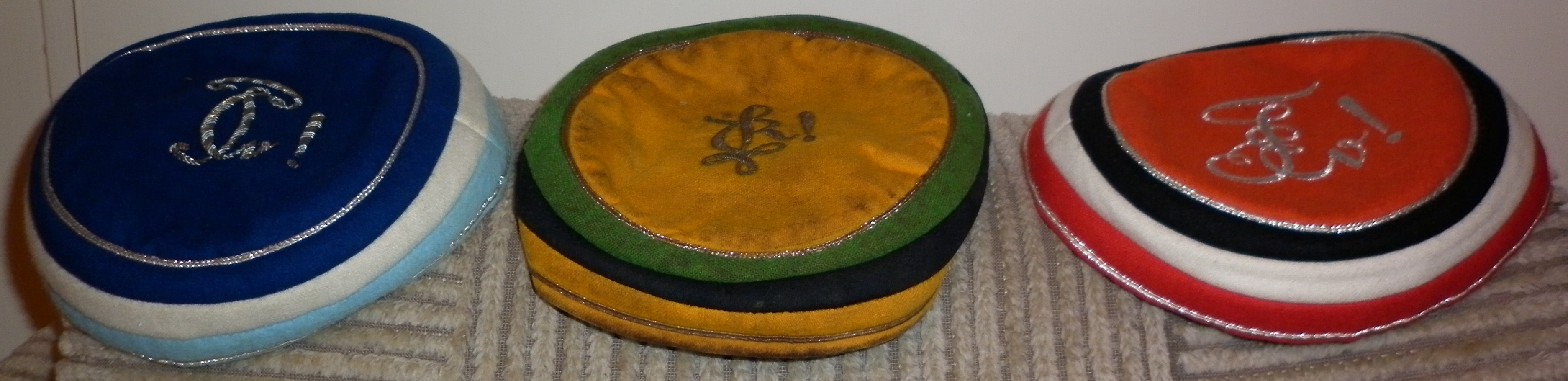
Tönnchen-Sammlung

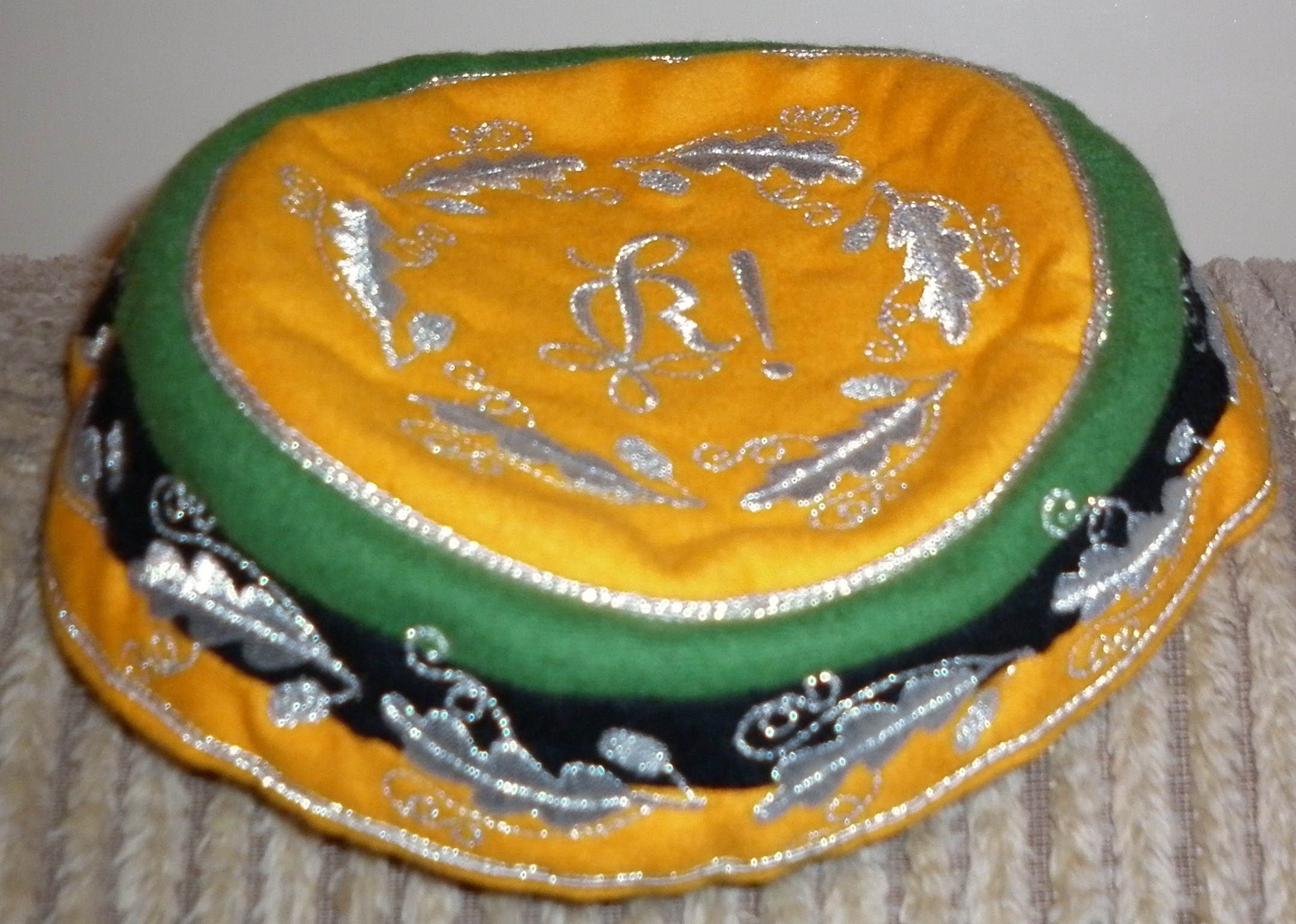
Straßencerevis mit Eichenlaub

Eine Kopfbedeckung für eher inoffizielle Anlässe ist das sogenannte Tönnchen (eigentlich „Biertonne“). Dabei handelt es sich um eine kleine, kreisförmige, flache Kopfbedeckung ohne Schirm, die vorzugsweise am Hinterkopf getragen wird. Die Form des Tönnchens ist bei allen Verbindungen im Wesentlichen gleich. Die Mitte ist in der Mützenfarbe gestaltet und kann mit dem Zirkel der Verbindung in der Farbe der Perkussion (gold oder silber) bestickt sein. Außen laufen die Farben des Bandes als vergleichsweise breiter Streifen um – oben und unten mit einer Litze in Perkussionsfarbe. Vereinzelt gibt es auch Tönnchen mit Pelzbesatz.
In der Version als Prunktönnchen („Straßencerevis“), die bei vielen Verbindungen aus den unterschiedlichsten Gründen getragen wird, ist das ganze Tönnchen mit umfangreichen Metallstickereien versehen – bei Corps zum Beispiel in der Form von Weinlaub, Burschenschaften tragen Eichenlaub.

### Mützenfarbe
Der Kopfteil der Mütze ist grundsätzlich einfarbig in der (meist oberen) Haupt- oder Leitfarbe des dreifarbigen Bandes. Manchmal kann die Mütze auch in einer Farbe gehalten sein, die nicht im Band vorkommt. Das ist bisweilen in Österreich üblich oder bei Fusionen von Verbindungen, wobei die eine Verbindung den Farbstreifen beiträgt, die andere die Mützenfarbe.
Der Farbstreifen, der am unteren Rand der Mütze umläuft, ist meistens analog zum Band (oft auch inklusive Perkussion) gestaltet. Wenn die Mütze die erste (obere) Farbe des Bandes aufweist, kann es sein, dass der Farbstreifen nur die beiden unteren Farben zeigt. Eine Spezialität ist der genannte „Göttinger Streifen“ (auch „Göttinger Couleur“), der auch außerhalb Göttingens vorkommt. Die Mütze ist dabei in der ersten Farbe gehalten. Der umlaufende Farbstreifen zeigt die dritte Farbe, umgeben von zwei schmalen Rändern in der zweiten Farbe. Es gilt die Faustregel: „Die zweite Farbe schließt die dritte ein.“
Bei vielen Verbindungen tragen die Füchse eine farblich anders gestaltete Mütze. So kann der umlaufende Farbstreifen die Farben des Fuchsenbandes zeigen. Oder die Fuchsenmütze weist besondere Merkmale auf, zum Beispiel eine zusätzliche Litze. Bei baltischen Verbindungen tragen die Füchse einen schwarzen „Deckel“ ohne jegliche Farben.

## Zipfel und Zipfelbund

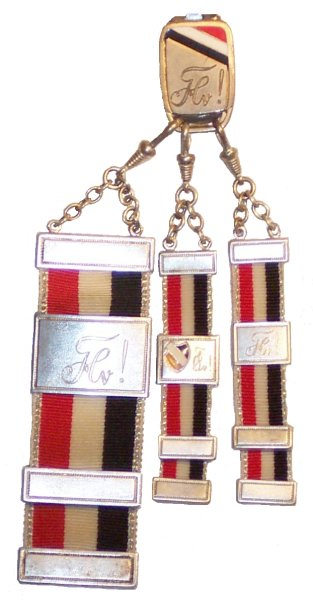
Bierzipfel, Mensurzipfel und Weinzipfel (v. l. n. r.) in den Farben des Corps Hannovera Hannover

Der Zipfel (in einigen Regionen auch Zipf genannt) ist ein Schmuckanhänger aus zwei übereinander gelegten, unterschiedlich langen Stücken in Metall gefassten Couleurbands und einem aufgezogenen Metallschieber. Der Schieber ist auf der Vorderseite mit Wappen und/oder Zirkel versehen und auf der Rückseite mit einer Widmung. An der oberen Metallfassung befindet sich ein Kettchen mit einem Karabinerhaken, mit dem der Zipfel am Zipfelhalter befestigt wird. Der Zipfelhalter wiederum wird mit einem Clip am Hosenbund oder an der Westentasche getragen.

## Die Kneipjacke

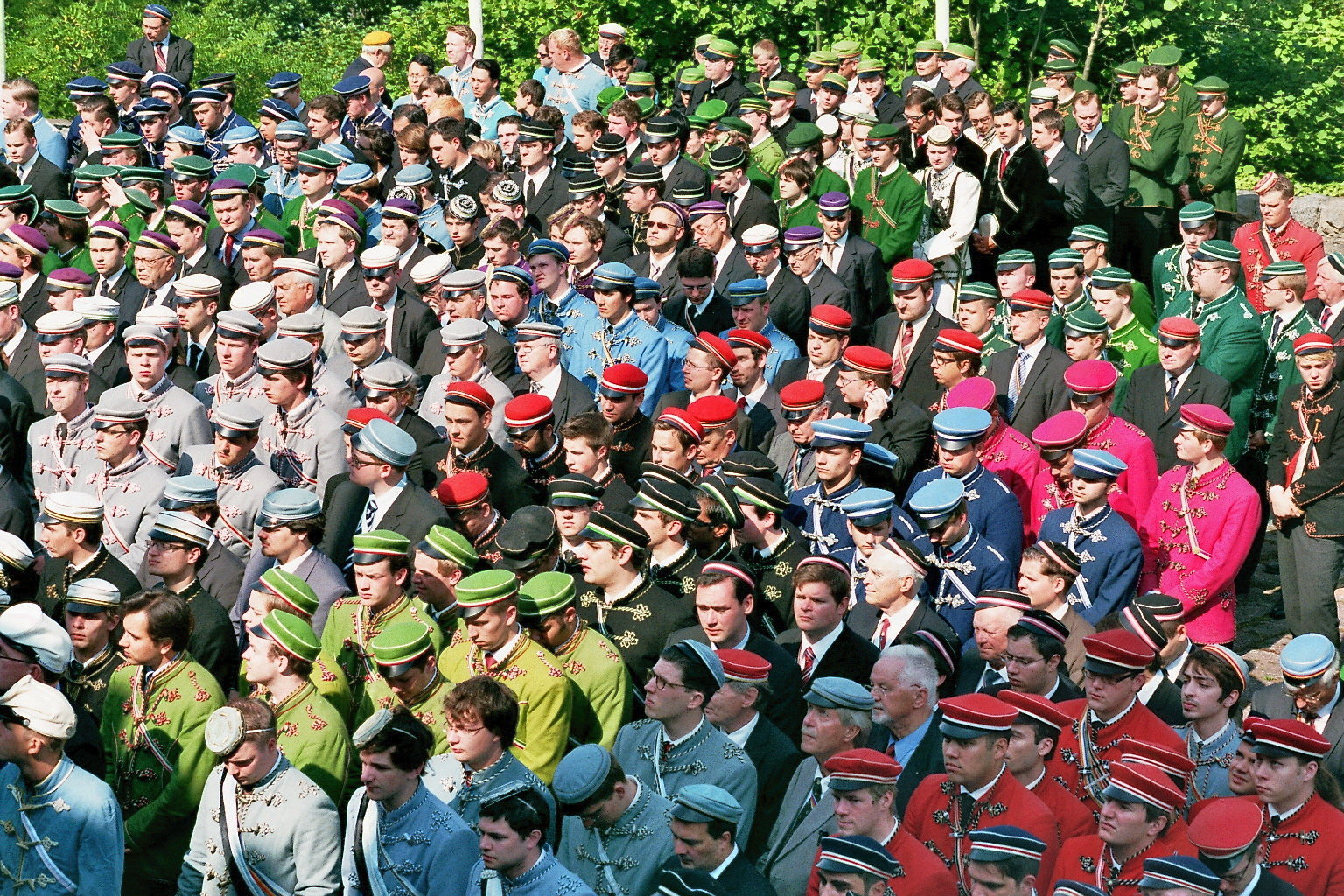
Weinheimer Corpsstudenten in Kneipjacken (2011)

Zur Einführung der Pekesche im deutschen Korporationsstudententum soll die Polenschwärmerei geführt haben. Aus bierfestem Stoff gefertigt, werden die heutigen „Kneipjacken“ bei offiziellen Veranstaltungen (nicht bei Damenveranstaltungen) von den Aktiven vieler farbentragender Verbindungen getragen. Dabei handelt es sich um eine vorne mit Kordeln verschnürte Jacke aus Samt oder Filzstoff, die in der Farbe der Studentenmütze gehalten ist. Weitere Kordeln, Paspeln oder Litzen in Couleurfarben finden sich am Kragen, an den Ärmeln und am Rücken. Mancherorts tragen Chargierte Kneipjacken in einer anderen Farbe.
Das Band (oder die Bänder) wird – im Gegensatz zur Trageweise mit Anzug – über der Kneipjacke getragen, da die Kneipjacke bis zum Hals geschlossen ist und das Band sonst nicht zu sehen wäre. Einige Verbindungen tragen ihre Kneipjacken bei bestimmten Anlässen oder grundsätzlich offen. In diesen Fällen wird das Band unter der Jacke getragen.
Historisch stammt die Kneipjacke aus Polen. Polnisch bekiesza bezeichnet einen mit Schnüren verschlossenen und mit Pelz besetzten Überrock, der von polnischen Freiheitskämpfern, die vor russischer Verfolgung geflohen waren, um 1830 nach Preußen eingeführt worden ist (siehe auch: Novemberaufstand). Verschiedene studentische Kleidungsstücke dieser Zeit zeugen von einer Solidarität der deutschen akademischen Jugend mit osteuropäischen Freiheitsbewegungen. Bis heute erhalten hat sich die Kneipjacke.
Bei Verbindungen mit besonderer fachlicher Ausrichtung kann die Kneipjacke auch durch andere Traditionsbekleidung ersetzt werden. So tragen forstlich und jagdlich ausgerichtete Verbindungen oft eine Art Försterjacke in Grün, Verbindungen an ehemaligen Bergakademien gern den schwarzen Biberstollen, der dort hohe Popularität genießt und auch als Abendgarderobe zugelassen ist.

## Vollwichs

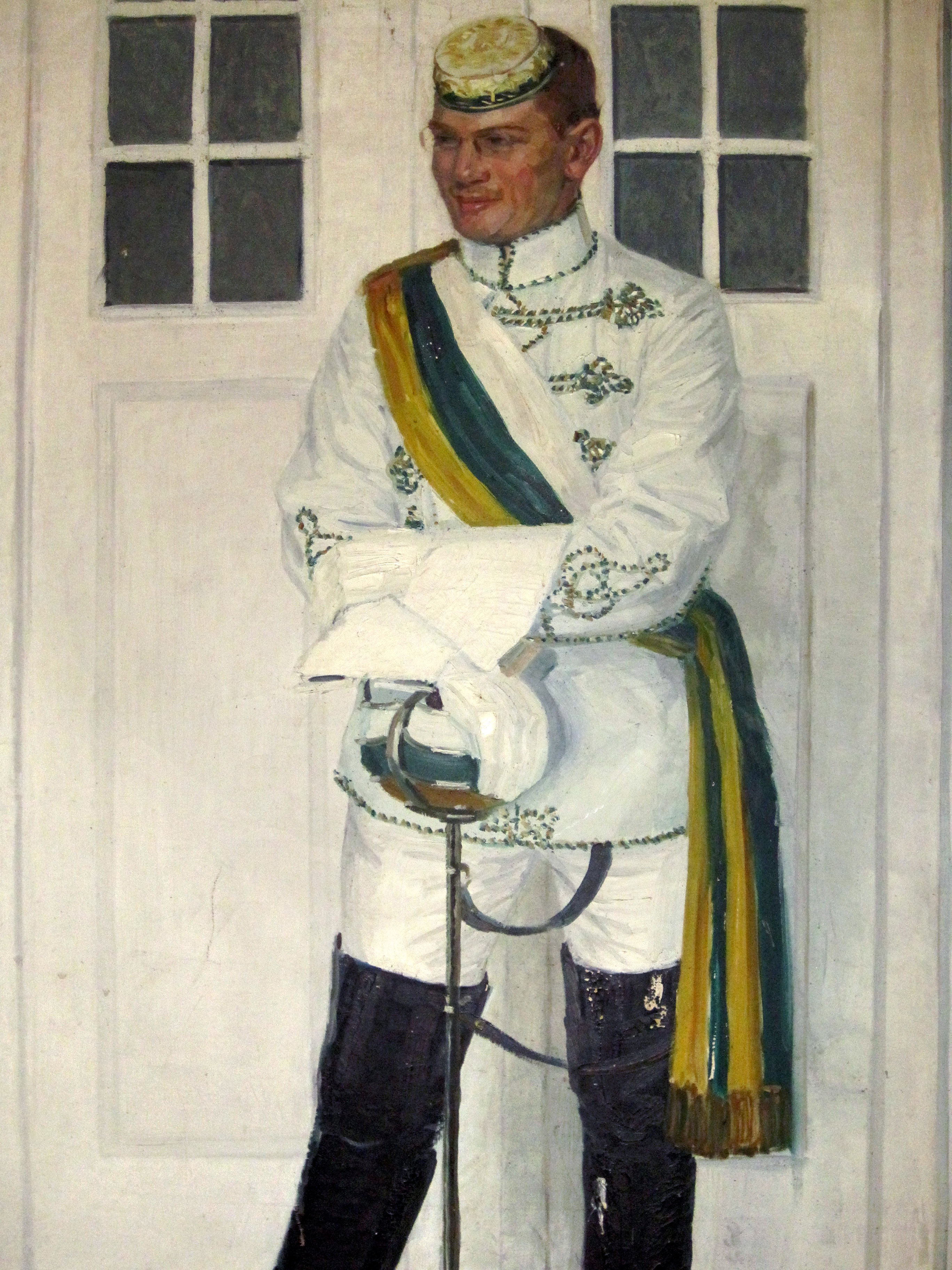
Vollwichs der KDStV Rheno-Franconia München

Der oder die Vollwichs (auch der „volle Wichs“) gilt als „Galauniform“ des Couleurstudenten. Er wird von den Chargierten (der meisten farbentragenden, aber auch vieler nichtfarbentragenden Verbindungen) nur bei hochoffiziellen Anlässen getragen. In der vollständigen Ausführung hat er folgende Bestandteile:
- Das „Cerevis“, eine Kopfbedeckung ähnlich dem „Prunktönnchen“, nur in einer mit Karton versteiften Ausführung in Säulenform, etwa 3–4 Zentimeter hoch, rund 15 Zentimeter im Durchmesser. Es wird asymmetrisch an der vorderen Kopfseite getragen und mit einem Gummiband am Hinterkopf befestigt.
- Ein großes Barett mit Federschmuck wird von manchen Studentenverbindungen statt des Cerevises getragen; es ist manchmal dem Senior vorbehalten. Dieses Barett geht auf die altdeutsche Tracht zurück.
- Die Pekesche (in Österreich und der Schweiz Flaus); an Universitäten, die aus alten Bergakademien entstanden sind, wird stattdessen auch der Bergkittel verwendet.
- Eine breite Seidenschärpe in den Couleurfarben meist zusammen mit dem Couleurband.
- Weiße Stulpenhandschuhe oder weiße Stoffhandschuhe (bei eher jüngeren Verbindungen).
- Eine weiße Hose oder Reithose, in Österreich Buchsen genannt.
- Hochschäftige schwarze Ledergamaschen zu schwarzen Schuhen (früher Reitstiefel mit Sporen, heute nur vereinzelt); diese Stiefelschäfte heißen in Österreich Kanonen.
- Ein Paradeschläger (Korbschläger oder Glockenschläger je nach Universitätsort) in metallener Scheide am schwarzen Ledergehänge (meist auch bei nichtschlagenden Verbindungen Bestandteil des Vollwichses, hier aber stumpf und allermeist abgerundet).
- Die Prunkfahne der Verbindung wird entweder von einem der Chargierten getragen oder die Verbindung setzt dafür einen Fahnenfuxen ein. Dies ist im Wingolfsbund traditionell der jüngste Fux (nach Aktivität).

Anlässe zum Tragen des Vollwichses sind feierliche Kommerse, zum Beispiel zu großen Stiftungsfesten oder Universitätsjubiläen. Viele Verbindungen chargieren jedoch auch zu Hochzeiten, Totenehrungen und Beerdigungen. Im 19. und Anfang des 20. Jahrhunderts war es teilweise üblich, dass die Chargierten im Vollwichs zu Pferde auftraten. Christliche Verbindungen tragen Vollwichs auch bei kirchlichen Feiern (Gottesdiensten, Ernsten Feiern, Messen, Prozessionen, Begräbnissen etc.). Vollwichs wird zum Teil sogar von ansonsten nicht farbentragenden Verbindungen zu Repräsentationszwecken angelegt.
Teilweise verwenden diese Verbindungen bei derartigen Anlässen auch den Salonwichs. Dieser bildet eine weniger feierliche Form und besteht aus Schärpe, Cerevis, Handschuhen und Schläger. Der Salonwichs wird über einem Anzug getragen. Weiterhin wird der Salonwichs auch von verschiedenen Verbindungen beim Inoffiz von Kneipen verwendet. Im Wingolfsbund wird zum Salonwichs die eigentliche Kopfcouleur, nicht Cerevis oder Studentenbarett, getragen. In der Schweiz besteht der Salonwichs üblicherweise aus Schärpe und Handschuhen; Cerevis und Schläger bleiben dem Vollwichs vorbehalten.
Die in den entlegenen Universitäten Tartu und Riga konservierte Tradition der Baltischen Corporationen kennt weder die Kneipjacke noch den Chargenwichs. Bei offiziellen Anlässen treten die Chargierten im Frack mit Schärpe und dem üblichen baltischen Deckel mit Baltenstern auf.
Auch bei einigen Corps an ostdeutschen Hochschulen, beispielsweise in Berlin, ist Chargenwichs nicht gebräuchlich. Hier wird bei hochoffiziellen Anlässen Frack mit umgeschnalltem Prunkschläger, Schärpe und Cerevis getragen.

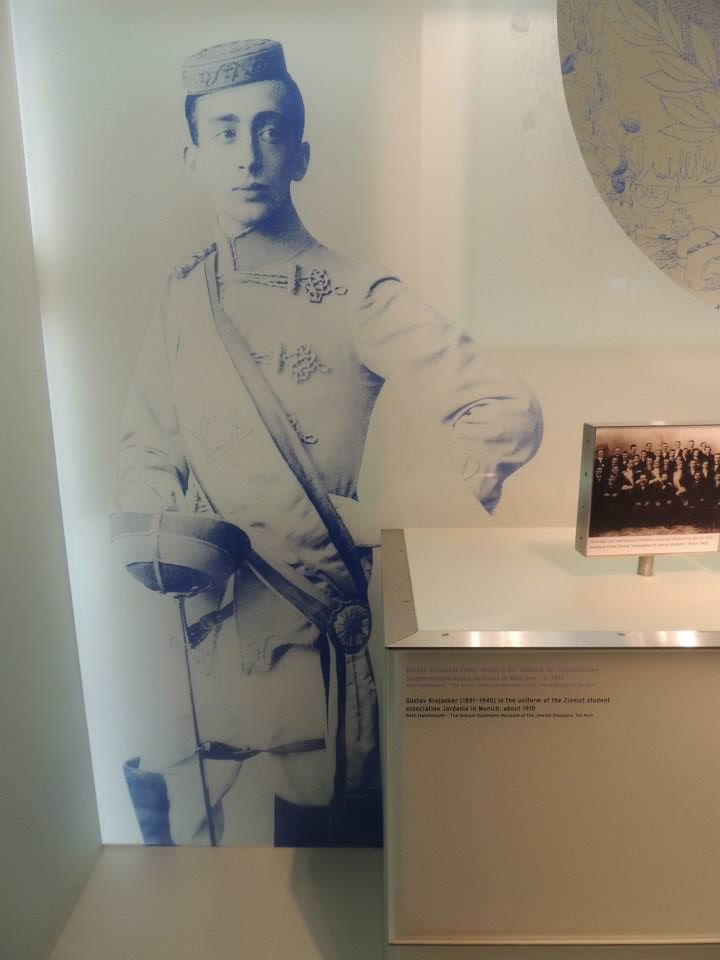
Zionistische Studentenverbindung Jordania München (1910) (Jüdisches Museum Berlin)
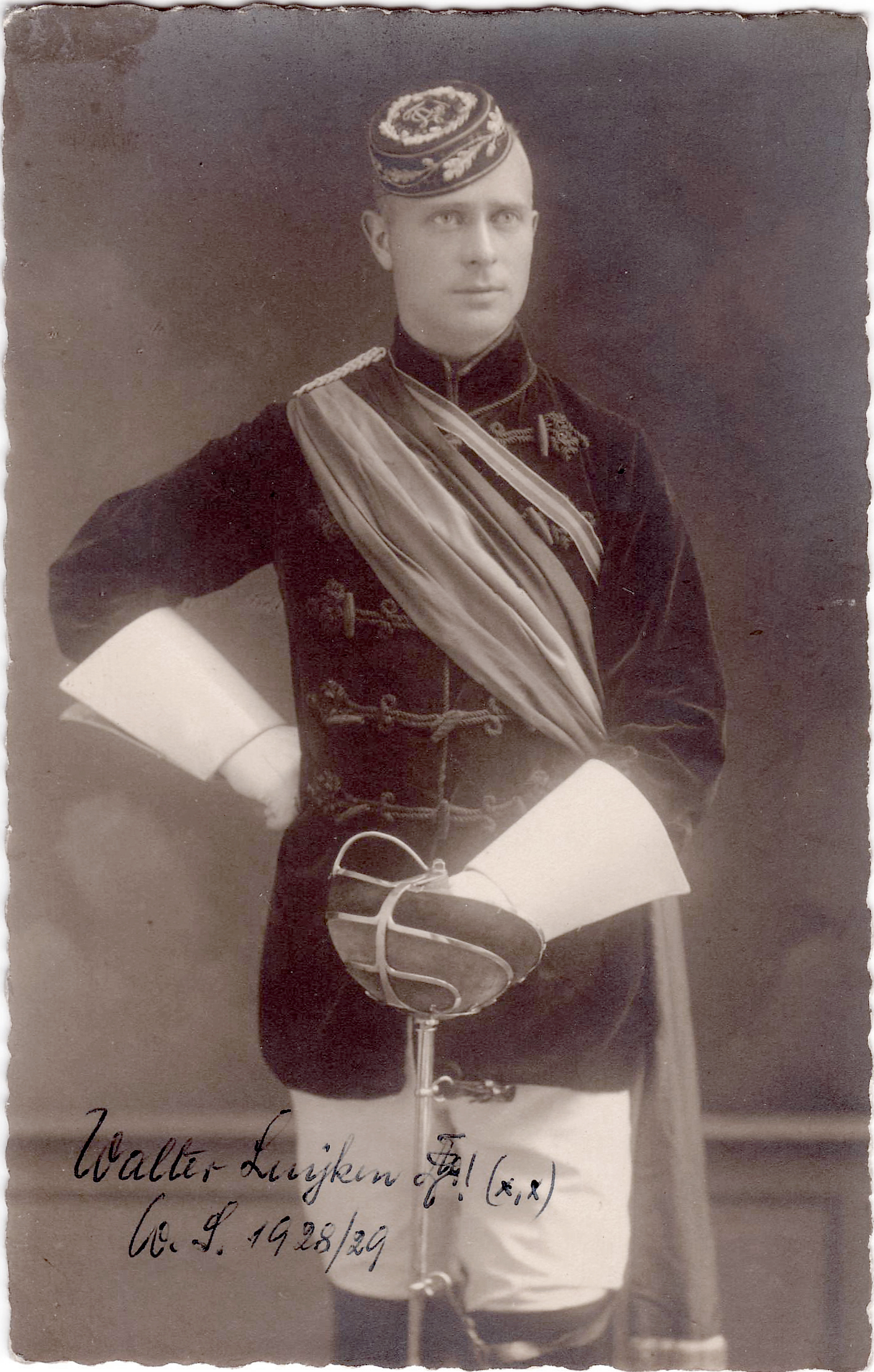
Agronomia Bonn (1928)
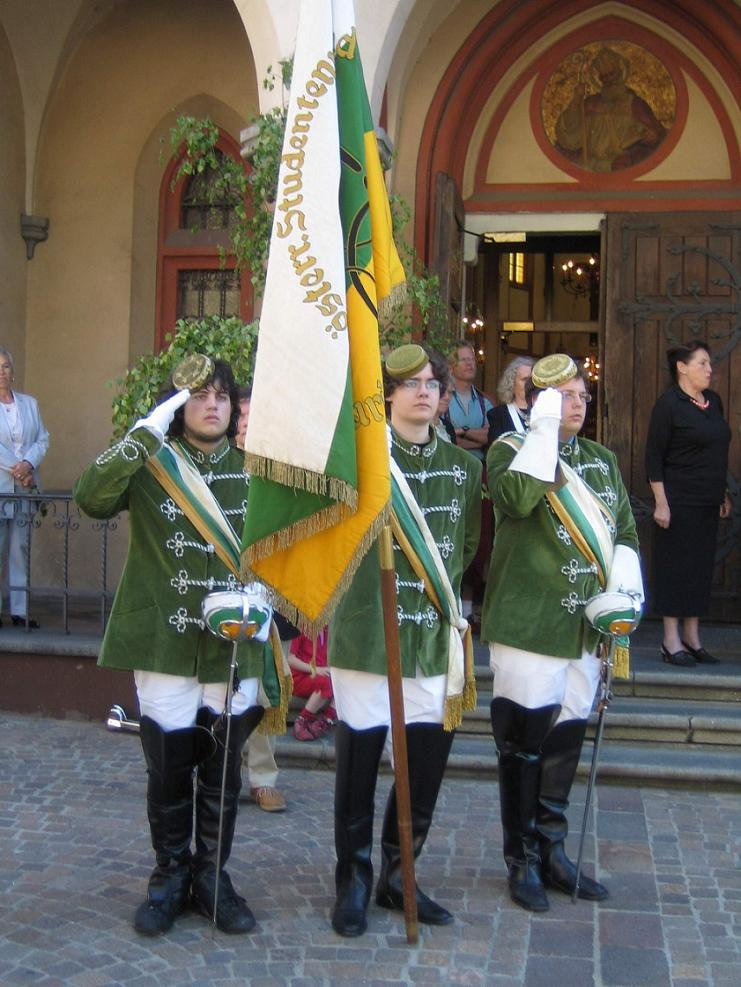
Schülerverbindung Tauriskia Villach (2005)
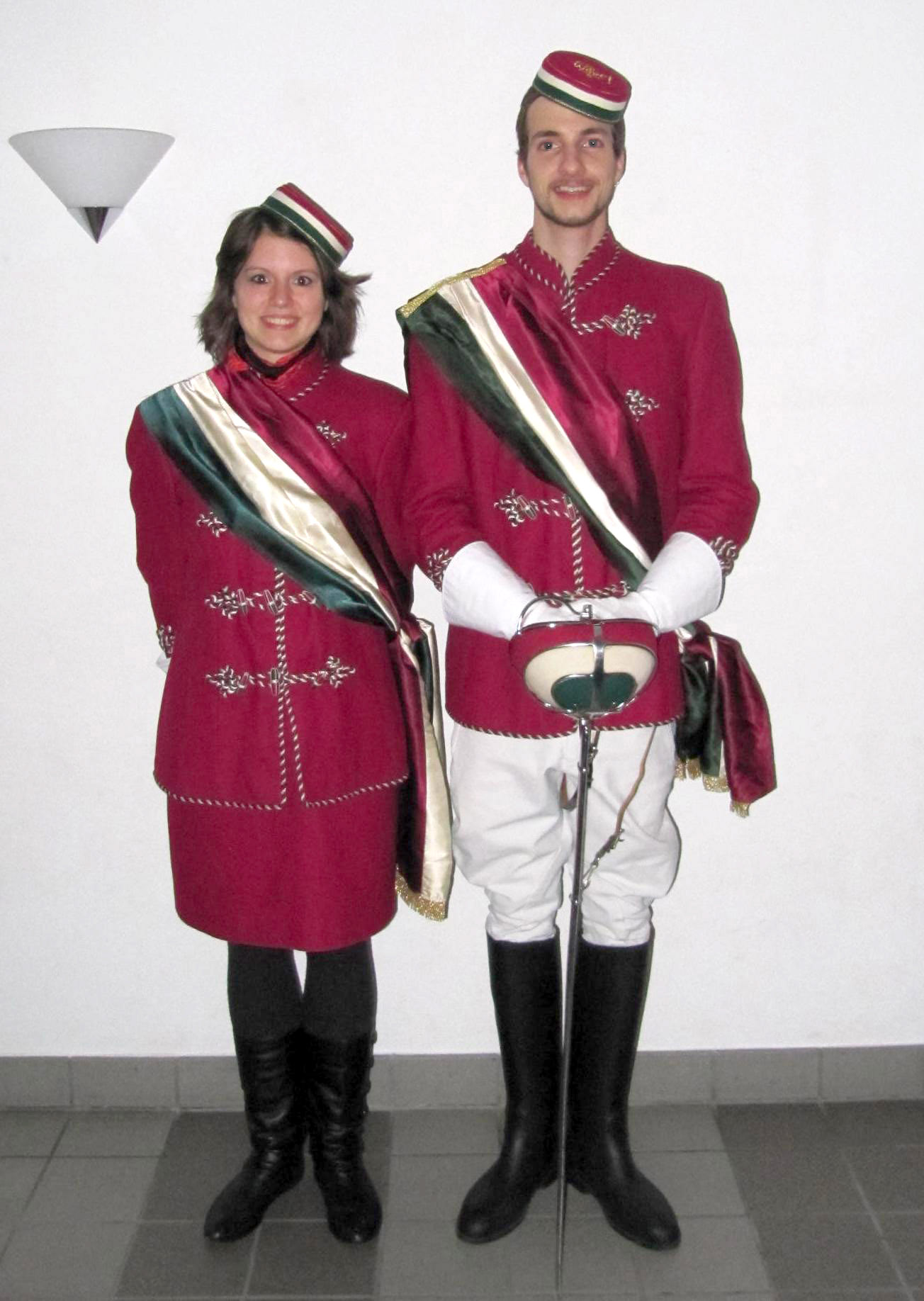
Gemischte Studentenverbindung AV Welfen Zürich (2009)
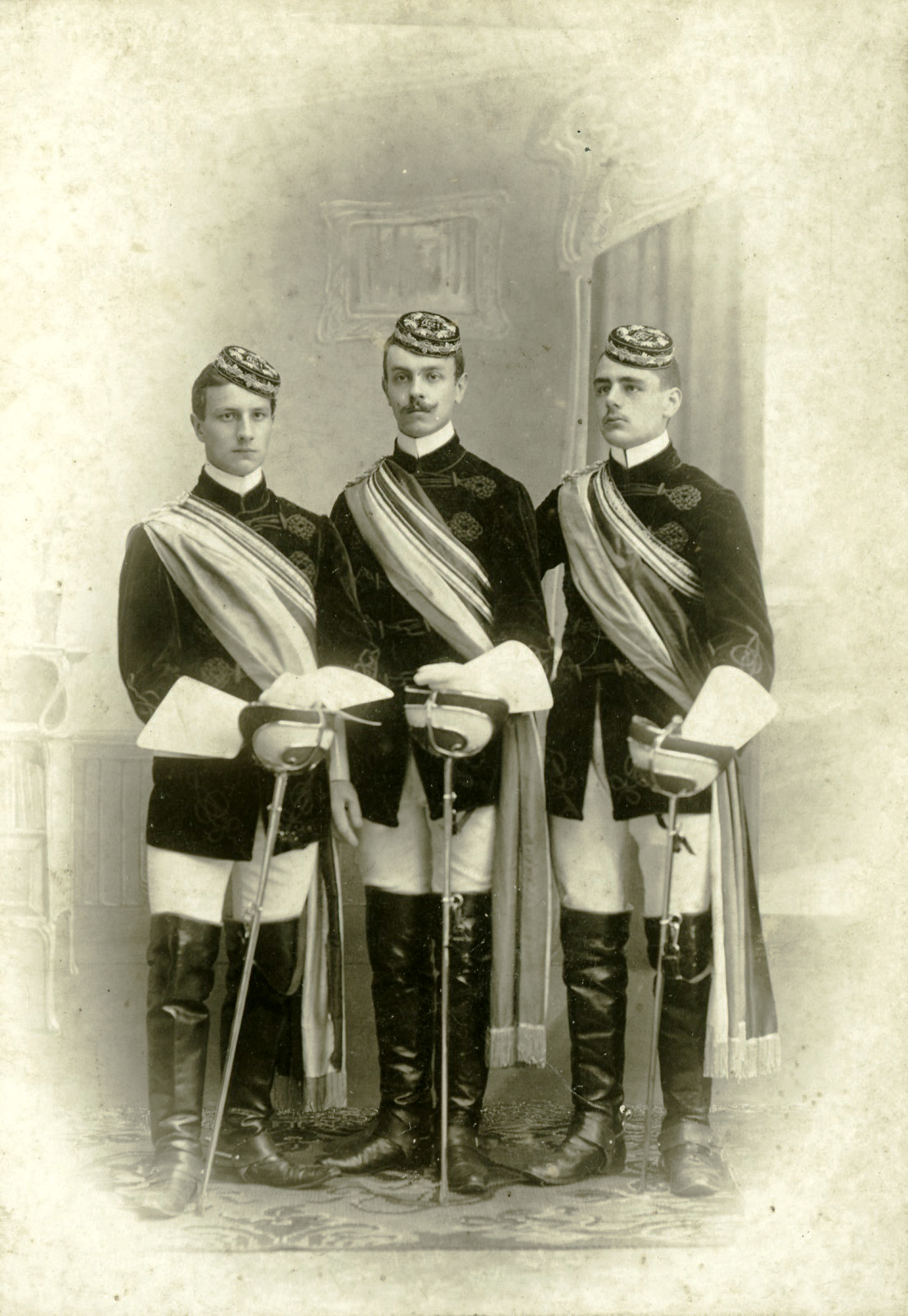
Rostocker Wingolf (1904)

## Gebrauchsgegenstände
Besonders beliebte Gebrauchsgegenstände mit Couleur sind Bierkrüge und Weingläser sowie die im 19. Jahrhundert weit verbreiteten langen Tabakspfeifen mit bemalten Porzellan-Pfeifenköpfen und bunten Quasten in Couleurfarben.
Aber nicht nur Utensilien zum Konsum von Alkohol und Tabak wurden verziert. Zeitweise wurden auch mit Couleurmotiven aufwändig bemalte Mokkatassen (mit Untertassen) angefertigt. Praktisch alles, was als geschirrähnlicher Gegenstand (sogar Blumenvasen) auf dem Tisch Platz fand und zu bemalen war, konnte als Fläche für Couleurelemente genutzt werden. Auch heute noch sehr verbreitet ist der sogenannte Deckelschoppen, ein Bierglas oder -Krug, auf dessen Deckel üblicherweise ein beziehungsweise je nach Verhältnis des Dedizierenden zum Empfänger zwei Wappen oder Zirkel auf der Außenseite und eine Widmung auf der Innenseite gemalt oder graviert sind.
Kleidungsaccessoires, die nicht zum klassischen Couleurbestand gehören, wurden ebenfalls genutzt. So zum Beispiel gravierte oder mit Email eingelegte Manschettenknöpfe oder Ringe, teilweise mit Edelsteinen in Couleurfarben besetzt, soweit vom Material und den Farben möglich (siehe auch: Flohbein).
Gemäß einer alten Tradition werden Couleurgegenstände nicht zum eigenen Gebrauch gekauft (oder als Sonderanfertigung bestellt), vielmehr ist es üblich, sie mit einer Widmung zu versehen und zu verschenken („dedizieren“). Durchaus akzeptiert ist es auch, Gegenstände vereinbarungsgemäß zu „tauschen“, das heißt, sich gegenseitig zu dedizieren. Dabei verschenkt jeder ausschließlich seine eigenen Farben und erhält die des anderen.
Couleurkarten sind Postkarten, die üblicherweise zur Übermittlung von Grüßen von einer Veranstaltung versendet werden. Zu diesem Zweck sind sie mit Couleurmotiven (Farben, Wappen, Zirkel etc.) der betreffenden Verbindung versehen.
Besonders kunstvoll war die Fertigung von Couleurgegenständen um die Mitte des 19. Jahrhunderts bis zum Ersten Weltkrieg. In den Universitätsstädten entstanden seit Beginn des 19. Jahrhunderts Galanteriewarengeschäfte, wie Heinrich Friedrich Wedemeyer in Göttingen, die die Nachfrage nach Artikeln dieser Art mit eigenen Fertigungsbetrieben befriedigten. Daraus entstand ein bis heute sehr lebhafter Sammlermarkt für diese oftmals auch als Couleurkitsch bezeichneten Gegenstände, die mit den Couleurartikeln im engeren Sinne und allgemein hochschulgeschichtlichen Erinnerungsstücken wie Stammbuchblättern unter dem Oberbegriff Studentica eine wichtige Sparte im Antiquitätenmarkt darstellen.

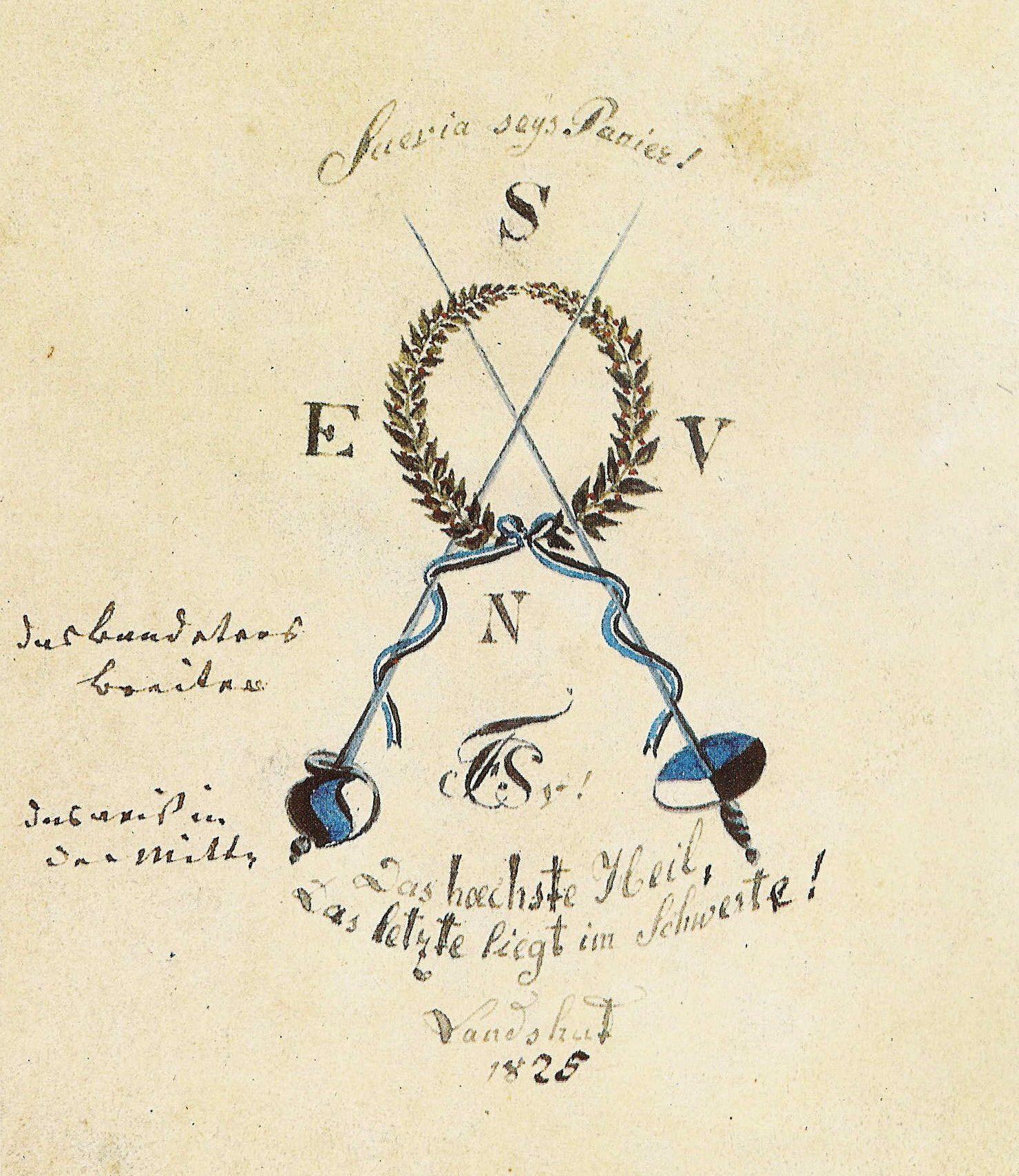
Entwurfszeichnung mit Korrekturanmerkungen für ein Bundeszeichen des Corps Suevia, damals noch in Landshut, 1825
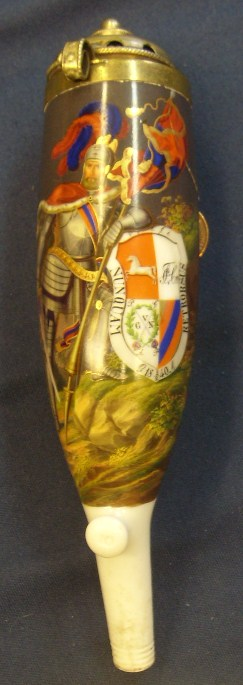
Corps Hannovera Göttingen 1846
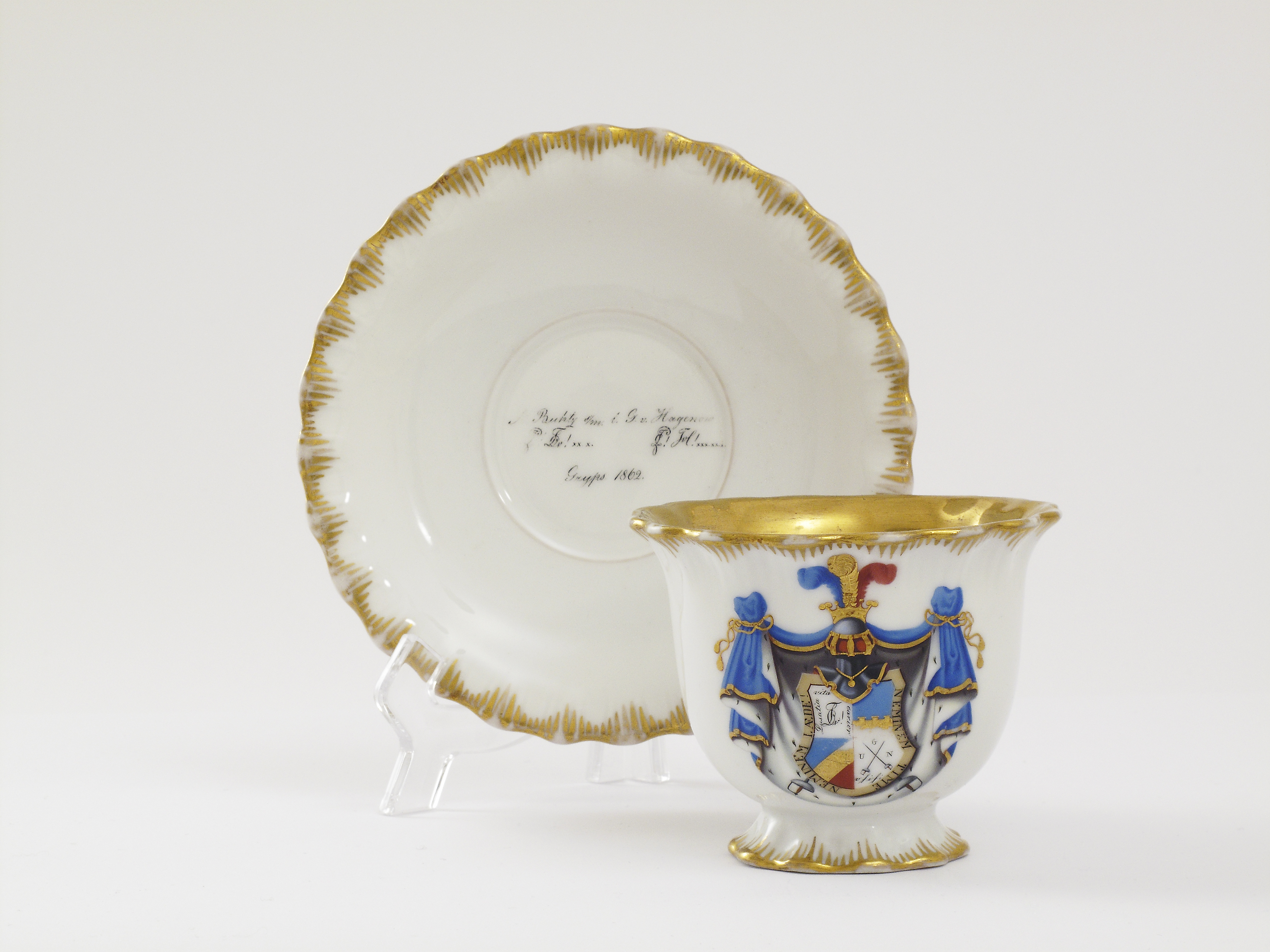
Corps Lusatia Breslau 1862
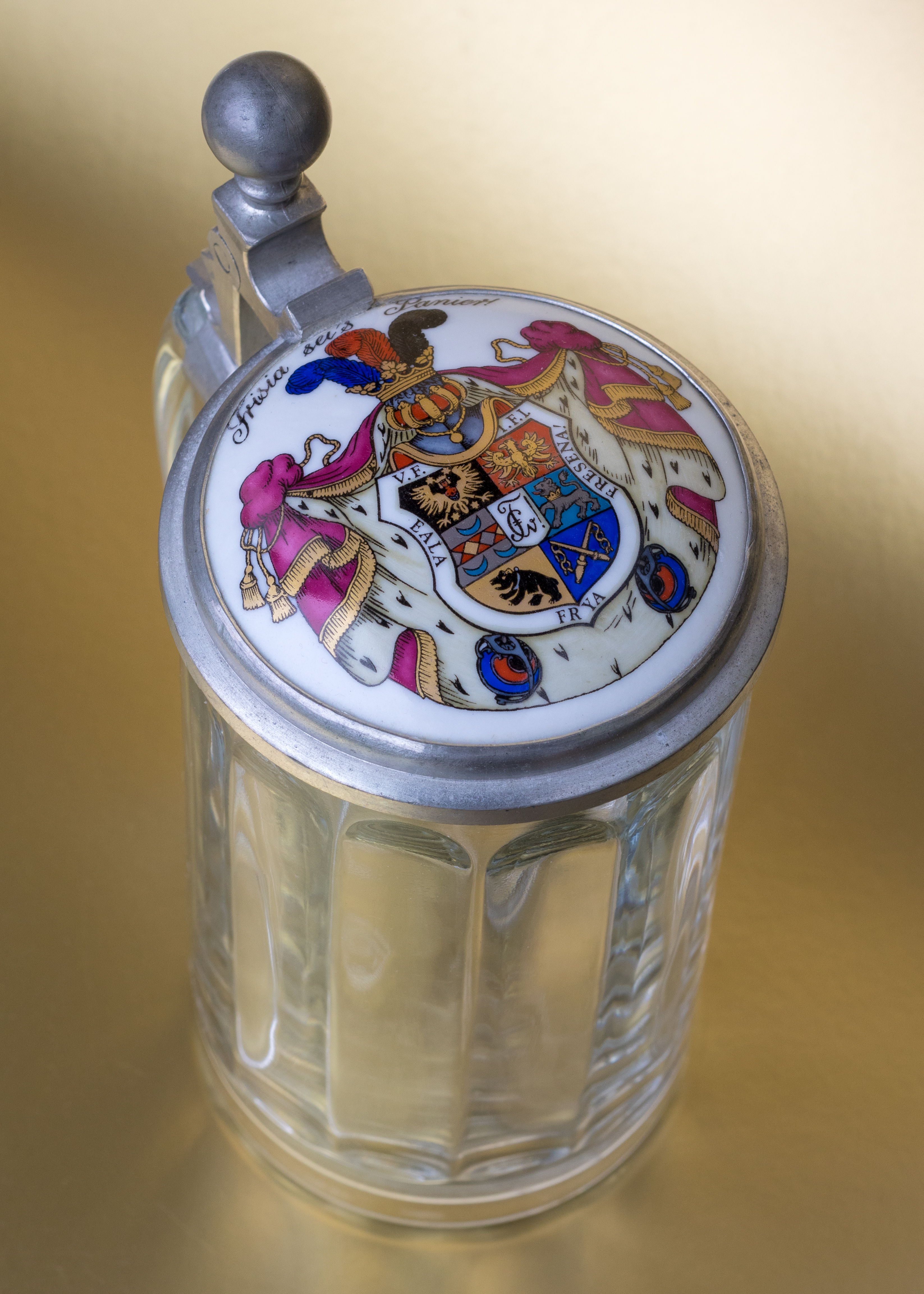
Deckelschoppen des Corps Frisia

## Kneipbilder

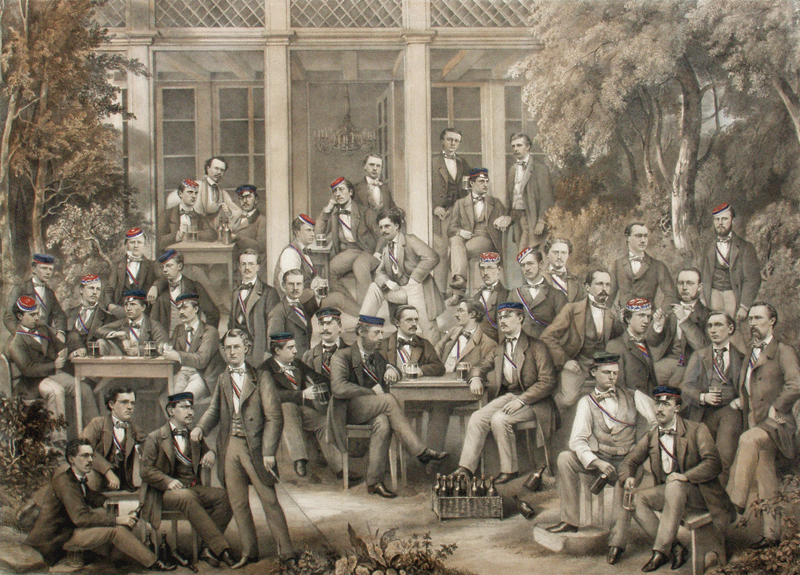
Typisches Kneipbild aus den 1850er Jahren: Corps Friso-Luneburgia Göttingen (feuerrot-dunkelblau-weiß). Kolorierte Lithografie

Die Darstellung des Couleurs ist mit dem Kneipbild eng verbunden. Neben die Stammbuchblätter treten schon im 18. Jahrhundert Sammlungen von Scherenschnitten oder Silhouetten, die zunehmend auch in den Farben der Verbindungen koloriert werden. Etwa um 1820 entstehen beispielsweise bei den frühen Corps geschlossene Sammlungen solcher Bilder der Angehörigen einer Verbindung, die in der zweiten Hälfte des 19. Jahrhunderts in den Kneipsälen der dann zunehmend erbauten neuen Verbindungshäuser als geschlossene Reihe gehängt wurden. Etwa um die Mitte des 19. Jahrhunderts ging die Sammlung entweder über eine Periode von Lithografien oder auch direkt in die Schwarzweiß-Fotografie über. Die Farben der Verbindungen wurden auf diesen Fotografien durch Wasserfarben nachkoloriert. Dieser Brauch wird bei fast allen Verbindungen bis heute in Kontinuität fortgesetzt. Die Form der Darstellung – alle werden im gleichen Format und Rahmen in der Reihenfolge des Beitritts gehängt und keiner durch Formatabweichung besonders hervorgehoben – zeigt die vorherrschend egalitäre Grundeinstellung im Verhältnis der Korporierten untereinander, ein Resultat des zunehmenden Bildungsbürgertums infolge der Aufklärung.
Etwa ab Ende der 1840er Jahre wurden diese Kneipbilder durch die Möglichkeiten des seit Anfang des 19. Jahrhunderts aufgekommenen Steindrucks durch Semesterbilder ergänzt, die alle Angehörigen einer Verbindungen mit ihren Gästen in einem großen Format zeigten, zumeist in einer für den Studienort typischen Landschaft kneipend. Die Nachfrage nach diesen Darstellungen war so groß, dass sich Lithografen wie Gesell auf diese Arbeiten spezialisierten. Dabei wurden aber oftmals nur die Porträtstudien der Köpfe in vorbereiteten Standardlandschaften auf korporierte Standardkörper gesetzt. Auch hier wurde die Couleur oftmals in Wasserfarben ergänzt. Eine Abart dieser Semesterbilder stellen ab etwa 1880 die zumeist sommerlichen Stiftungsfestfotos dar. Diese haben etwa ab 1890 ihre Entsprechungen in den Gruppenaufnahmen aus Anlass der Weihnachtskneipen mit den Alten Herren auf den dann noch neuen Verbindungshäusern. Mit der im Kaiserreich an Bedeutung zunehmenden Mensurfrage entstanden als dritte Gruppe von Darstellungstypen etwa ab 1880 eine Vielzahl von Fotografien, die Mensurszenen stellten oder andeuteten und ebenfalls durch Nachkolorierung die Angehörigen der dargestellten Korporationen leichter erkennbar werden ließen. Alle vorgenannten Motivgruppen des Kneipbildes beeinflussten mit dem Aufkommen der Postkarte ab Mitte der 1860er Jahre auch die Gestaltung der Couleurkarten.

## Vorgeschichte

### Das Erbe des 18. Jahrhunderts

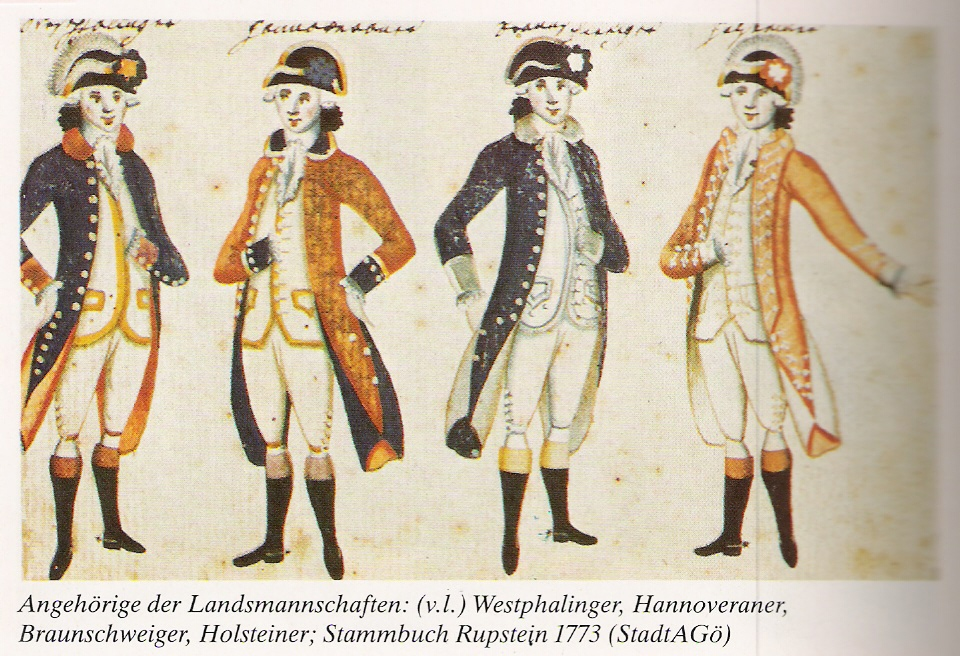
Göttinger Studenten (1773)

Seit dem 18. Jahrhundert trugen die Landsmannschaften (historisch) farblich unterschiedene Kleidung. Dieser Brauch wurde zumindest unterstützt durch die Tatsache, dass in diesem Jahrhundert viele Herrscher ihren Hofbeamten, aber auch der Ritterschaft ihres Landes eine bestimmte Kleiderordnung auferlegten, um einen Wettbewerb der Adligen um besonders prunkvolle Kleidung zu vermeiden. Die Kleidervorschriften legten auch die Farbkombinationen fest, meist unterschieden nach Oberbekleidung und deren Aufschlägen sowie Unterbekleidung.
Teilweise war es ausdrücklich erlaubt, dass die Söhne dieser Würdenträger als deren Erben ab einem gewissen Alter ebenfalls diese „Civil-Uniformen“ tragen durften. So lag es nahe, während des Studiums an der Universität einheitlich aufzutreten, um ein Zusammengehörigkeitsgefühl zum Ausdruck zu bringen. Teilweise erfüllten diese Funktion auch die Offiziersuniformen beliebter Regimenter des Heimatlandes, die sich von den Hofbeamten-Uniformen meist nicht sehr unterschieden.
Das je nach Herkunftsland unterschiedliche Auftreten wurde von den Universitätsbehörden streng verfolgt, wenn der Verdacht bestand, dass es sich bei diesen Zusammenschlüssen um „nicht autorisierte Verbindungen“ handelte, also selbstverwaltete, demokratisch verfasste „Landsmannschaften“ mit eigenen „Vorständen“ und gemeinschaftlicher Kasse. In ihnen sahen die Behörden den Ursprung aller studentischen Laster und Exzesse, da sie sich dem Einfluss des Lehrpersonals und der staatlichen Kontrolle entzogen. Durch diese Gemeinschaften wurden auch die Unsitten der studentischen Subkultur an jüngere Studenten weitergegeben, was es zu unterbinden galt. Auch wollten die Behörden damit die Gruppenbildung innerhalb der Studentenschaft unterdrücken, der sie die Rivalitäten und das häufige Duellieren anlasteten.
Die Unterscheidung, was jetzt als Abzeichen eines verbotenen Zusammenschlusses oder als erlaubte Anwendung von Landesfarben zu gelten hatte, war und blieb bis weit in die erste Hälfte des 19. Jahrhunderts ein Problem, das die Universitätsverwaltungen teilweise intensiv beschäftigte.

„In Gefolg dieser Verbote wegen der Orden und Landsmannschaften sind ferner auch alle Kennzeichen, und Unterscheidungs-Merkmahle in Kleidungen, Cocarden, u.s.w. in Göttingen zu tragen, den Studierenden verboten. So bald Jemand dergleichen an sich bemerken läßt, wird solches als eine Anzeige betrachtet, daß er in einer unerlaubten Verbindung stehe, und ist mit demselben Art. 18 Nr. 4 zu verfahren. Im übrigen aber auf alle Fälle ist der Gebrauch solcher Kennzeichen mit Carcerstrafe und nach Befinden mit dem Consilio abeundi zu belegen. Es versteht sich übrigens nach der Ansicht dieses Verbots von selbst, daß darunter so wenig militärische, als Hof- und Jagduniformen, sammt den dazu gehörigen Cocarden begriffen sind, welche einem Jeden, der beweisen kann, daß er seinem Stande nach dazu berechtigt ist, zu tragen unbenommen bleibt.“

### Couleur entsteht aus studentischer Tracht

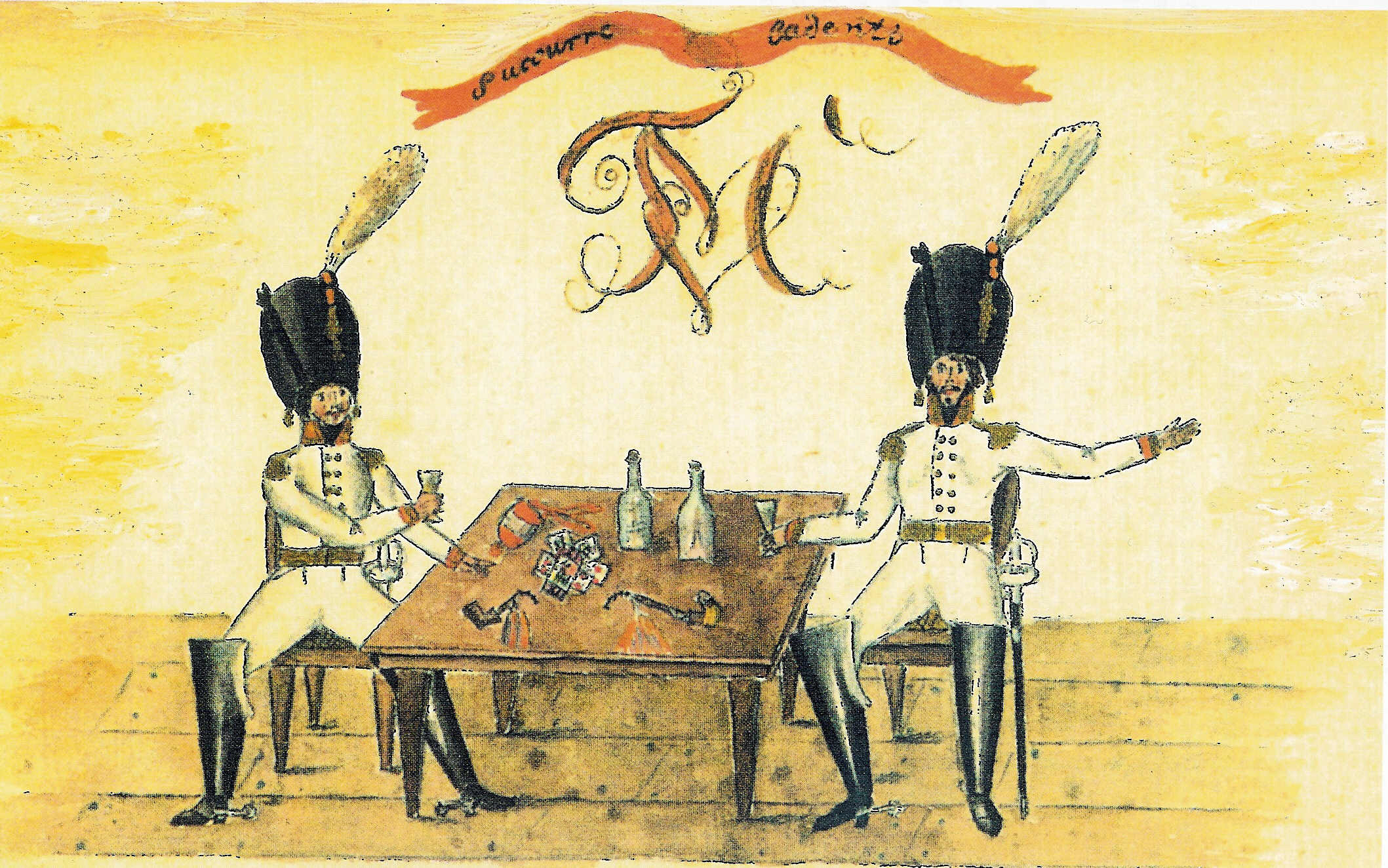
Märkische Studenten in Berlin 1811 (orange-weiß-gold)

Würzburger Studententrachten um 1820: Farben willkürlich repräsentiert durch Oberbekleidung und Pfeifenquäste

In der Zeit der Französischen Revolution und den nachfolgenden, europaweit ausgetragenen kriegerischen Auseinandersetzungen sowie der napoleonischen Besatzungszeit veränderte sich die studentische Mode – wie auch die gesamte studentische Kultur – drastisch. Zwar konnten nur etwa fünf Prozent der Gesamtzahl der Freiwilligen in den Befreiungskriegen als Studenten gelten, aber keine gesellschaftliche Gruppe hatte einen so hohen Anteil an Freiwilligen. Historiker schätzen, dass etwa 20 bis 50 Prozent der Studenten an diesen Kriegen teilnahmen. Sie brachten militärisch anmutende Uniformteile in die studentische Tracht ein. Typische Kopfbedeckungen waren der Zweispitz (auch Sturmhut oder Napoleonshut genannt), die Konfederatka oder andere, teilweise phantasievolle Neukreationen. Als Oberbekleidung war der ungarische Dolman populär. Dazu wurden häufig lange Stiefel mit Sporen getragen.
Großen Einfluss auf die Entwicklung des studentischen Couleurs nahm die Einführung der bunten Studentenmütze, die im ersten Jahrzehnt des 19. Jahrhunderts aufkam. Die Farben wurden noch bis in die 1820er Jahre möglichst konsequent als Mützenfarbe und als Farbe der Oberbekleidung gezeigt. Besonders wichtig schienen die damals üblichen langen Tabakspfeifen mit langem Holzschaft und Porzellankopf gewesen zu sein. Die Pfeifenköpfe wurden kunstvoll mit Couleurmotiven bemalt und der Schaft wurde mit farbigen Kordeln dekoriert, die in Quasten endeten. Vom Beginn des 19. Jahrhunderts bis in die 1820er Jahre schienen die Mützenfarbe und die Farbe der Pfeifenquäste die wichtigsten Identitätsmerkmale der Studenten gewesen zu sein.

„Einige behaupten sogar, die Stadt sei zur Zeit der Völkerwanderung erbaut worden, jeder deutsche Stamm habe damals ein ungebundenes Exemplar seiner Mitglieder darin zurückgelassen, und davon stammten all die Vandalen, Friesen, Schwaben, Teutonen, Sachsen, Thüringer usw., die noch heutzutage in Göttingen, hordenweis, und geschieden durch Farben der Mützen und der Pfeifenquäste, über die Weenderstraße einherziehen.“

Die Form der bunten Mütze verfestigte sich zu Beginn der 1830er Jahre zur sogenannten Biedermeiermütze. In den folgenden Jahrzehnten wurden die Proportionen wieder vielfältiger, wobei aber die Grundstruktur (schwarzer Schirm, Mützensteg mit Farbband und einfarbiger Mützenkörper) beibehalten wurde. Das farbige Brustband, das heute als eigentliche Realisation der Farben angesehen wird, begann sich erst während der 1820er Jahre einzubürgern und wird ab etwa 1830 zum festen und bald auch wichtigsten Bestandteil des Couleurs.
Als Ausdruck eines neuen deutschen Nationalgefühls kam ab etwa 1813 die altdeutsche Tracht in Mode, die sich auch an den Universitäten großer Beliebtheit erfreute. Diese Tracht war farblich indifferent, die dominierende Farbe war schwarz. Dazu wurde ein Barett getragen.

### Ursprung der Farben

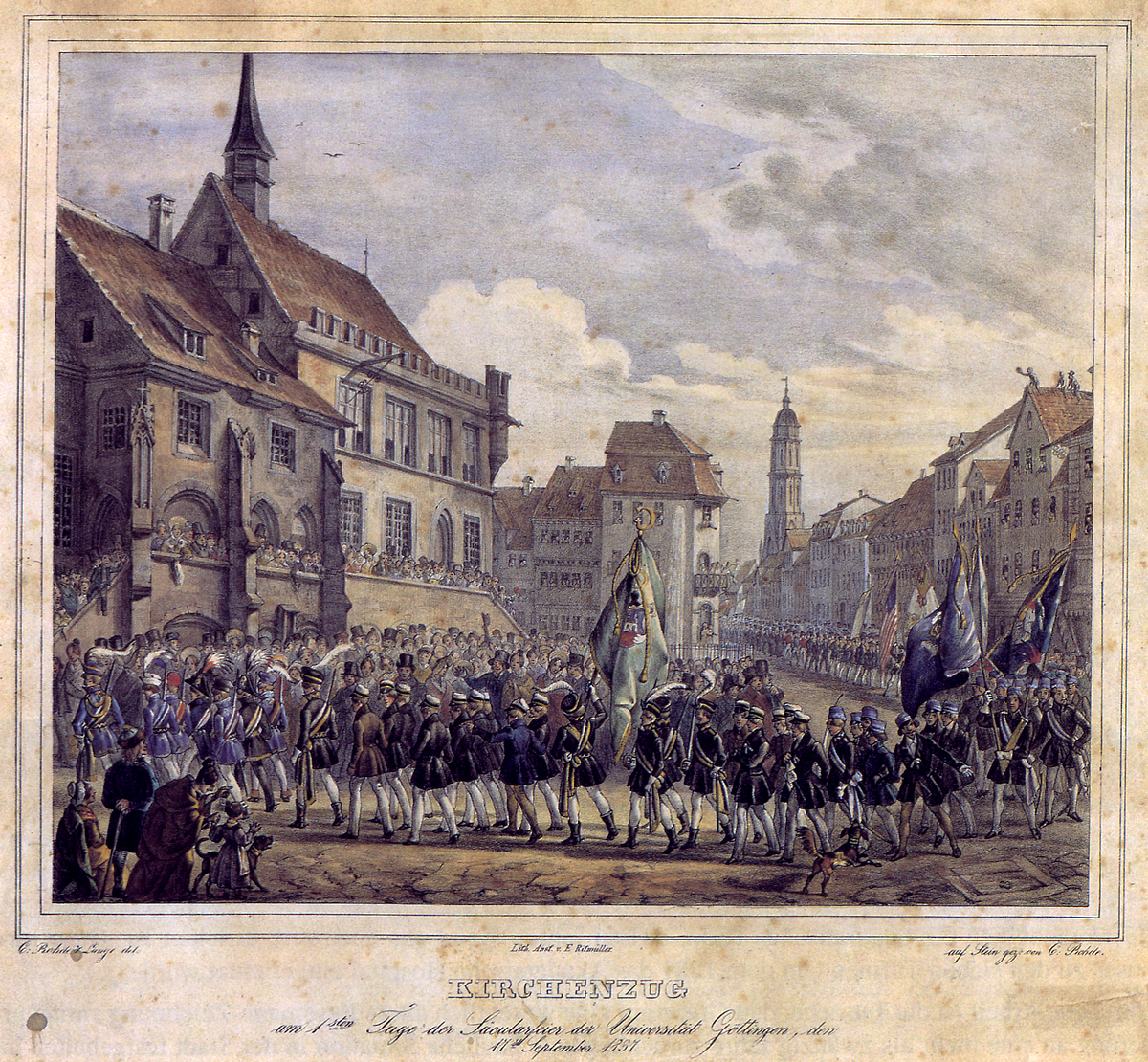
Kirchenzug Göttinger Studenten mit Festtracht und Fahnen zum 100. Universitätsjubiläum 1837

In die Zeit der Wende vom 18. zum 19. Jahrhundert fiel die Entstehung der ältesten heute noch existierenden Art von Studentenverbindung, der Corps, die damals aber noch anders genannt wurden. Teilweise wurde der traditionelle Name Landsmannschaft aus dem 18. Jahrhundert übernommen, teilweise wurden auch die Bezeichnungen Kränzchen, „Gesellschaft“ oder gar Clubb verwendet. Diese neuen Verbindungen standen in ihrer Frühzeit noch in Gegnerschaft zu den Studentenorden, die sich aber weitgehend im ersten Jahrzehnt des 19. Jahrhunderts auflösten. Das war auch die Entstehungszeit der Idee, einer Verbindung – unabhängig von Kleidungsstücken – eine Kombination von zwei bis drei Farben mit festgelegter Reihenfolge als Identitätssymbol zuzusprechen. Diese Farbkombination tauchte – außer in den Kleidungsstücken – zuerst als Farbstreifen in den neu entstehenden Studentenwappen auf. In den Bundeszeichen werden sie oftmals ausgeschrieben oder als Abkürzung mit Einzelbuchstaben angegeben, so als „b r w“ (blutrot-weiß) des Corps Onoldia (gegründet 1798).
Die ersten Couleurfarben waren landsmannschaftlichen Ursprungs und führten die Tradition der alten Landsmannschaften des 18. Jahrhunderts weiter. Die Farbwahl erfolgte dabei auf unterschiedliche Weise.

#### Landesfarben
- Bavaria (Studentenverbindung) – Bayern
- Borussia (Studentenverbindung) – Preußen
- Brunsviga (Studentenverbindung) – Braunschweig
- Franconia-Studentenverbindung – Franken
- Guestphalia – Westfalen
- Holsatia – Holstein
- Masovia – Masuren
- Rhenania (Studentenverbindung) – Rheinland
- Saxonia (Studentenverbindung) – Sachsen

#### Farben der Civil-Uniformen
Bei Bezug auf kleinere Länder wurden die Farben oft von den Uniformen der Landstände, der Ritterschaft oder der Hofbeamten hergeleitet.
- So bei den Mecklenburgern, die sich meist den lateinischen Namen Vandalia gaben. Die Uniform der Landstände und der Landräte, eventuell auch der Hofräte soll in Mecklenburg rot mit gold gewesen sein,[16] weswegen die meisten Corps Vandalia sich die Farben gold-rot-gold (Göttingen 1804–1836, Heidelberg 1842–1934) oder (blut)rot mit Gold (Berlin 1811–1821, Jena 1811–1815) gaben. Noch 1894 wurde in Graz ein Corps Vandalia mit den Farben rot-gold-rot gegründet.

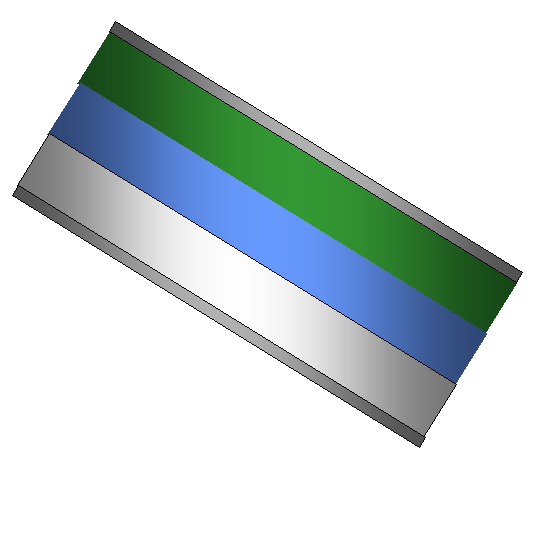
Seit dem 19. Jahrhundert sind die Farben der Kurländer an deutschen Universitäten grün-blau-weiß

- Die Farben grün-blau-weiß wurden von allen Corps Curonia (Kurland), die an deutschen Universitäten im 19. Jahrhundert existierten, getragen. Sie stammten von der Uniform der Kurländischen Ritterschaft und der Landesbeamten dieser Provinz, die von der Zarin Katharina II. durch Beschluss des kurländischen Landtags vom 15. September 1784 eingeführt worden war.[17] Die Uniform bestand aus einem grünen Rock mit hellblauem Kragen sowie silbernen Stickereien und Knöpfen. Diese Corps bestanden in Heidelberg, Göttingen, Berlin, Bonn und Leipzig. Noch im Jahre 1959 wurde in Göttingen das Corps Curonia Goettingensis mit genau diesen Farben gegründet.

Bei diesen Uniformen waren oft die Stickereien und Applikationen sowie die Knöpfe einheitlich entweder in Silber oder in Gold ausgeführt. Dies führte ab den 1820er Jahren zur goldenen oder silbernen Perkussion (Einfassung) der Couleurbänder. Teilweise wurden auch die Metalle zu Couleurfarben, also zur vollwertigen Farbe im Band.

#### Farben von Militär-Uniformen
Bereits aus dem 18. Jahrhundert gibt es Belege von studentischen landsmannschaftlichen Zusammenschlüssen, deren Tracht sich aus Militäruniformen ihrer Heimat herleiten ließ. So zeigt das im Städtischen Museum Göttingen verwahrte Stammbuch Rupstein in Wasserfarben getuscht die Uniformen der Landsmannschafter, die bei den Hannoveranern und den Braunschweigern schon mit den Farben der späteren Corps übereinstimmen. Diese Farbkombinationen werden auf anderen Stammbuchblättern in ähnlicher Form bestätigt und sind daher nicht als willkürlich gewählt anzusehen.
Auch während und nach den Befreiungskriegen gab es wieder einen bedeutenden Einfluss von militärischen Kleidungsstücken auf studentische Trachten. Das betraf vereinzelt auch die Farben:
- Bereits im Jahr 1813 brachten die Braunschweiger Studenten, die sich mit den Halberstädter Kommilitonen zu einer „Brunsviga“ zusammenschlossen, die Farben schwarz und blau in die Farben des neugegründeten Corps ein. Während in den ersten Jahren das Rot der Halberstädter noch eine Rolle spielte, entstanden wenig später die Farben schwarz-weiß-hellblau, in denen noch deutlicher die Farben der Uniform des Herzogs Friedrich-Wilhelm von Braunschweig-Oels zu erkennen war. Dieser genannte „Schwarze Herzog“ galt aufgrund seines waghalsigen Kriegszuges mit einer privat finanzierten Truppe quer durch napoleonisch besetztes Gebiet als einer der berühmtesten Volkshelden der Befreiungskriege. Er und seine Soldaten trugen schwarze Uniformen mit hellblauen Aufschlägen und silbernen Knöpfen.[19]
- 1815 lösten die Studenten in Jena ihre landsmannschaftlich orientierten Corps auf, um sich zu einer einheitlichen Burschenschaft zusammenzuschließen. Sie waren damals der Ansicht, gegen die Zersplitterung Deutschlands und für die nationale Einigung ein Zeichen setzen zu müssen. Einige der Studenten waren vorher Mitglied des Freikorps des Majors von Lützow gewesen, das schwarze Uniformen mit roten Aufschlägen und goldfarbenen Knöpfen trug. Die Fahne der Urburschenschaft hatte demnach die Farben rot-schwarz-rot mit einem goldenen Eichenzweig aufgestickt und goldenen Fransen. Hieraus entstanden später die Farben Schwarz-Rot-Gold, die zum Symbol der freiheitlich-revolutionären Bewegung des Vormärz wurde und später zu den deutschen Nationalfarben.[20]

#### Speziell studentische Farbkombinationen
Bei politisch stark zersplitterten Landschaften, deren Bewohner trotzdem ein gemeinsames Identitätsbewusstsein hatten, entstanden teilweise speziell studentische Landesfarben, die sich deutschlandweit verbreiteten.

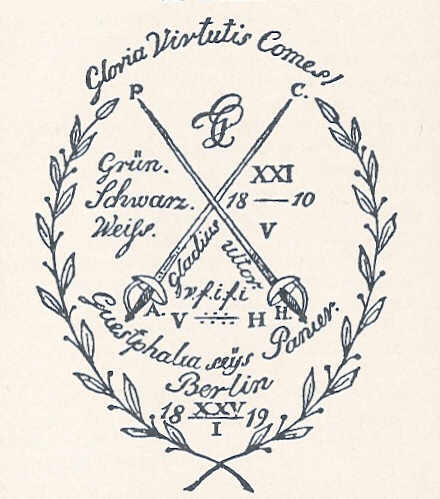
Grün-schwarz-weiß: Berliner Guestphalia vor 1821

- Im Jahr 1799 schlossen die westfälischen Landsmannschaften (Guestphalia) aus drei Universitätsstädten das sogenannte „Westphalenkartell“, das die Westfalenfarben aus Erlangen (1798: grün-weiß), Jena (1792: weiß-grün) und Halle (1789: weiß-schwarz) zu grün-schwarz-weiß zusammenführte. Um 1821/22 änderten die Corps des Westphalenkartells die Reihenfolge in grün-weiß-schwarz. Dies gilt bis heute in ganz Deutschland als das typische Couleur eines „Corps Guestphalia“. Als der preußische König Friedrich Wilhelm IV. 1840 in Königsberg unter den Fahnen sämtlicher preußischen Provinzen gekrönt wurde, standen die Farben grün-weiß-schwarz für die Provinz Westfalen.[21][22][23]
- Die Farben landsmannschaftlicher Zusammenschlüsse von Studenten aus dem nieder- und obersächsischen Raum (Saxonia) sind bis heute Kombinationen von dunkelblau, hellblau und weiß. So in Jena, Leipzig, Halle, Göttingen und Bonn. Dies lässt sich nicht auf Ursprünge in der Heraldik oder in den militärischen, ständischen oder ritterschaftlichen Uniformen der entsprechenden Gegenden zurückführen. Studentenhistoriker vermuten einen Ursprung in Jena. Hier trug die von 1790 bis 1793 bestehende literarische Gesellschaft um Friedrich von Schiller als Zeichen der Zusammengehörigkeit einen dunkelblauen Frack mit himmelblauem Futter und silbernen Knöpfen. Für das Jahr 1795 ist dann eine studentische Uniform der kursächsischen Landsmannschaft in Jena belegt, die in Dunkelblau mit hellblauen Aufschlägen und silbernen Vorstößen gehalten war. Erst seit 1802 gab es eine Interimsuniform für die Stände der preußischen Provinz Sachsen, die als dunkelblauer Frack mit hellblauen Aufschlägen und silberner Stickerei belegt ist.[24][25]

- Die als typische Rheinländerfarben (Rhenania) geltende Kombination blau-weiß-rot ist zuerst in Jena als Couleur einer Verbindung rheinischer Studenten im Jahre 1795 bezeugt. Das wird von Studentenhistorikern von der französischen Trikolore hergeleitet und damit begründet, dass sich speziell für das Jahr 1795 in Jena aus studentischen Stammbüchern eine besondere Begeisterung für die Französische Revolution herauslesen ließe. Das wird jedoch von verschiedenen Seiten angezweifelt, da sich nach anderer Interpretation diese Begeisterung nicht darstellt. Auch gibt es sehr frühe Belege für die Farbreihenfolge blau-rot-weiß, was nicht mit der Trikolore in Verbindung gebracht werden kann. Tatsache bleibt, dass bereits vor 1800 diese Farben in der Wahrnehmung der Studenten deutschlandweit zu „rheinischen Farben“ geworden waren.[26][27][28] So gibt es heute verschiedene Corps mit Namen Rhenania, die diese Farben tragen, in Bonn, Heidelberg, Tübingen, Freiburg, Würzburg und Erlangen (heute „Rhenania-Brunsviga“) sowie als „Transrhenania“ in München.

#### Weitere Entwicklungen

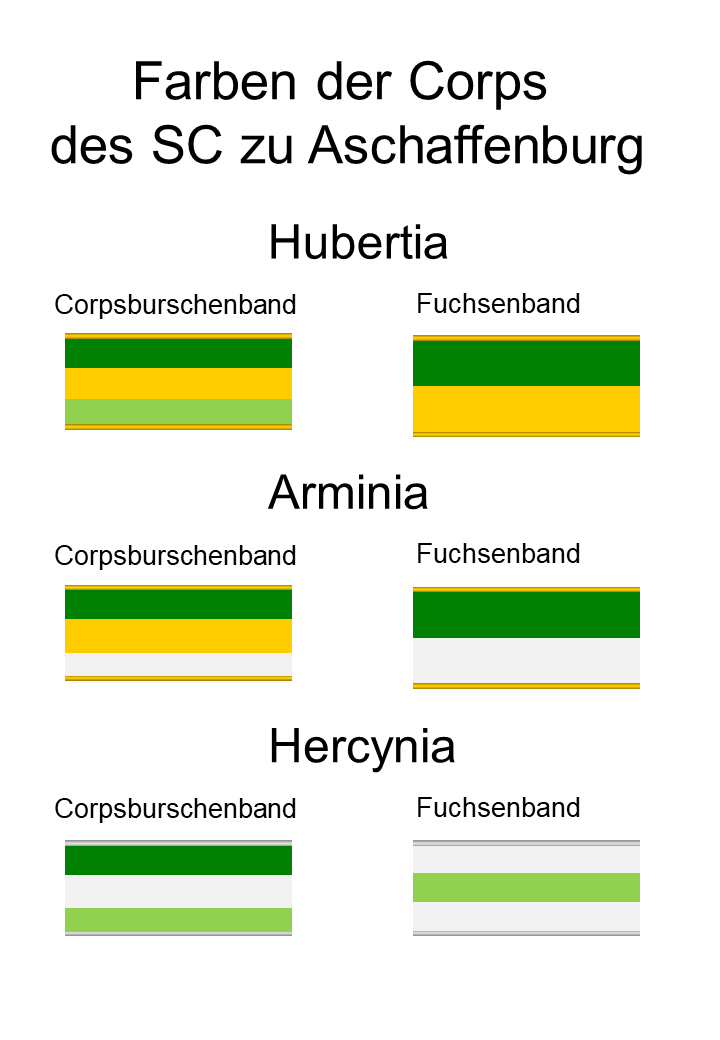
Grün: dominierende Farbe bei den Aschaffenburger Forstcorps

Im weiteren Verlauf des 19. Jahrhunderts nahm bei der Wahl neuer Farben der Bezug auf die landsmannschaftlichen Traditionen des 18. Jahrhunderts ab. Farben wurden teils willkürlich gewählt oder hatten vollkommen neue Bezüge.
Die katholischen Verbindungen besonders in Österreich verwenden oft die Farben gelb/gold-weiß/silber, womit häufig, aber nicht immer, auf die katholische Kirche Bezug genommen werden soll, besonders im Falle österreichischer Verbindungen und des Unitas-Verbands. Einige katholische Verbindungen, die zur Zeit der österreichisch-ungarischen Monarchie auf deren Territorium gegründet wurden, tragen häufig auch die kaiserlichen Farben schwarz-gold.
Bei den Forst- und Jagdverbindungen ist die Verwendung der Farbe Grün sehr verbreitet. Manche dieser Verbindungen kombinieren sogar zwei Grünnuancen, so zum Beispiel zwei Corps des SC zu Aschaffenburg.
Besonders außergewöhnlich ist der Ursprung der Farben des Corps Altsachsen Dresden, das seine Farben nach einem Goethe-Zitat aus Faust I wählte: „Grau, teurer Freund, ist alle Theorie, und grün des Lebens goldner Baum.“
Die jüdischen Studentenverbindungen, die sich seit den 1880er Jahren als Reaktion auf die zunehmende Ausgrenzung jüdischer Studenten aus den traditionellen Studentenverbindungen formierten, hatten häufig die Farben gelb oder orange in ihrem Couleur (so Sprevia Berlin gelb-weiß-schwarz, Nassovia Frankfurt orange-weiß-schwarz). Sie spielten damit auf die gelben Abzeichen an, die bereits im Mittelalter oft zur Kennzeichnung von Juden getragen werden mussten. Sie wollten damit einen „Schandfleck“ zu einem „Ehrenzeichen“ wandeln, so die Begründung im Farbenlied der jüdischen Verbindung Sprevia Berlin:
Gelb war das Mal, mit dem die rohe Menge

einst unsre Väter hat geplagt,

wenn sie aus ihres finstren Ghettos Enge

zu andern Menschen sich gewagt.

Doch wankte nie trotz Elend ohnegleichen

der Väter Treue und Geduld.

Was Schandfleck war, ward unser Ehrenzeichen

und Denkmal unsrer Feinde Schuld!
Die Farbwahl folgte aber auch gelegentlich politischen Überzeugungen. So wandelte sich das von den Farben der Stadt Ulm abgeleitete schwarz–weiß-schwarz der badisch-liberalen Tübinger Landsmannschaft Ulmia im Jahr 1848 zu schwarz-weiß-gelb in Ablehnung des reaktionären Preußens, dessen Farben ebenfalls weiß und schwarz waren. Aus Sympathie mit den Aufständischen in Baden wählte man als dritte Farbe das badische Gelb.

## Geschichte

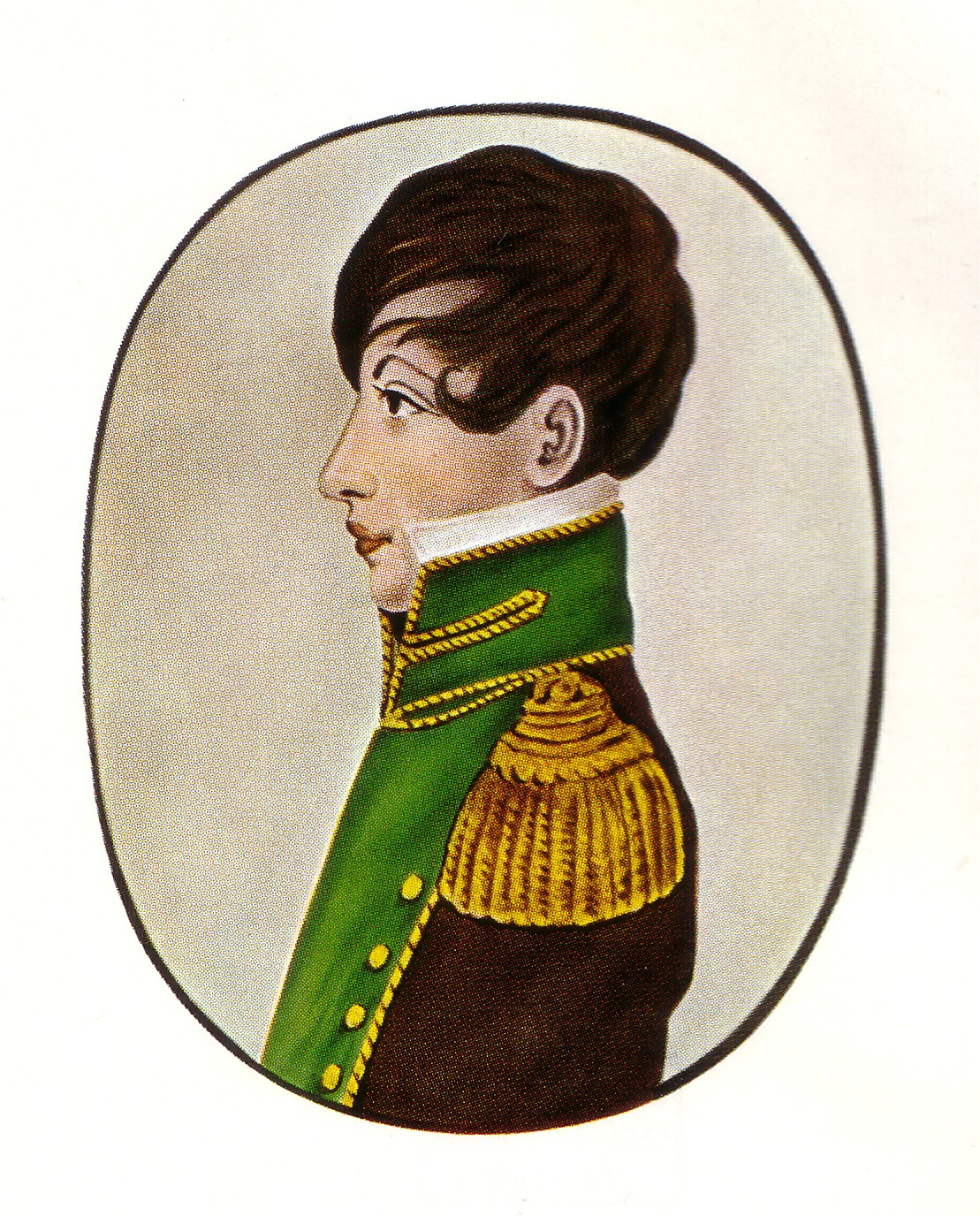
Uniform eines Corpsburschen des Corps Baruthia um 1820 (schwarz-gold-grün)

### Entstehung der heutigen Couleurelemente
Ende der 1820er Jahre verschwanden die studentischen Farben aus der regulären Oberbekleidung und verdichteten sich in speziellen Couleurabzeichen, zusätzlich zu Accessoires: Es entstand das mehrfarbige Seidenband, das um die Brust getragen wurde, und die einfarbige Mütze mit Farbstreifen. So finden wir am Anfang der 1830er Jahre das studentische Couleur in seinen wesentlichen, noch heute bestehenden Elementen vor. Lediglich bei den Kopfbedeckungen und bei der Entstehung des sogenannten Vollwichses, also der festlichen Tracht, gab es noch im Laufe des 19. Jahrhunderts zusätzliche Entwicklungen.

### Die urburschenschaftliche Gegenbewegung
Da während seiner Entstehungszeit die Couleur die landsmannschaftliche Gliederung der Studentenschaft einer Universität symbolisierte, entstand mit der Urburschenschaft 1815 auch eine erste Gegenbewegung gegen diese „Zersplitterung“. Das Ziel der Burschenschaft war die Zusammenführung der Studentenschaft in eine einheitliche Organisation, um damit die Einheit Deutschlands im universitären Bereich vorwegzunehmen. Farbliche Differenzierung konnte dieses Ziel nur gefährden.
Die Zeitschrift Isis zitierte Redner auf dem Wartburgfest:

„Eben deßhalb müsst ihr euch keine Namen geben, welche dieser Universalität widersprechen. Nicht weiße, schwarze, rothe, blaue usf. müsst ihr euch nennen; denn das sind auch andere; auch nicht Teutonen müsst ihr euch nennen; denn Teutonen sind auch die andern. Euer Name sey, was ihr allein und ausschließlich seyd, nehmlich Studentenschaft oder Burschenschaft. Dazu gehört ihr alle, und niemand anders. Hütet euch aber, ein Abzeichen zu tragen, und so zur Parthey herabzusinken, das bewiese, dass ihr nicht wisst, dass der Stand der Gebildeten in sich den ganzen Staat wiederholt, und also sein Wesen zerstört durch Zersplitterung in Partheyen.“

Nach dem Ende der Urburschenschaft in Jena im Jahre 1819 zersplitterte sich aber die burschenschaftliche Bewegung ebenfalls. Außerdem blieben die landsmannschaftlich ausgerichteten Corps an den anderen Universitäten trotz Ausbreitung der burschenschaftlichen Ideen bestehen. Bereits wenige Jahre später trugen die Burschenschaften Couleur wie die Corps, jedoch bevorzugt Schwarz-Rot-Gold.

### Schweiz: Späte Universitätsgründungen und Übernahme von studentischer Kultur
Zum gleichen Zeitpunkt, als sich in Deutschland die bis heute gültigen Couleurelemente bildeten, wurden in der Schweiz die wichtigen Universitäten Zürich und Bern gegründet. Viele Schweizer, die bis dahin in Deutschland studiert hatten, kehrten in ihr Land zurück und brachten die studentische Kultur, zu der auch die Couleur gehörte, mit in die Schweiz. Hier bestanden auch schon studentische „Gesellschaften“, die aber jetzt in den frühen 1830er Jahren begannen, studentische Gebräuche wie die Couleur zu übernehmen. Typisch für die Schweiz war aber bereits damals wie heute, dass sich viele Studentenverbindungen als überregionale Organisationen betrachteten, die an verschiedenen Hochschulen „Sektionen“ hatten. So haben alle Sektionen einer solchen Studentenverbindung an ihren verschiedenen Universitäten jeweils die gleichen Farben.
Die Schweizer Studentenverbindungen litten auch schon von Anfang an nicht unter behördlichen Verfolgungen, was wohl zum wesentlichen darauf beruhte, dass die Universitäten Zürich und Bern die ersten Universitäten waren, die von demokratischen Staatsgebilden, den Schweizer Kantonen, gegründet wurden und nicht von Monarchen oder der Kirche. Die studentische Kultur konnte sich hier frei entwickeln.

### Deutscher Bund: Couleur als politisches Bekenntnis

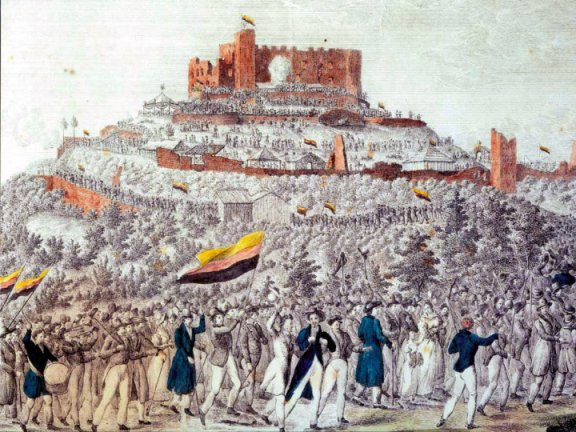
Hambacher Fest 1832: Aus dem Couleur der Burschenschaft entwickeln sich die deutschen Farben

Im Deutschen Bund wurde in der ersten Hälfte des 19. Jahrhunderts das Tragen von Couleur weiterhin als das Bekenntnis zu verbotenen studentischen Zusammenschlüssen bewertet und behördlich verfolgt. Seit den Karlsbader Beschlüssen kam jedoch noch ein weiterer Aspekt hinzu. Das Bekenntnis zu selbstverwalteten Zusammenschlüssen wurde nicht nur als mangelnde studentische Disziplin, sondern als politisches Problem betrachtet. Besonders die Burschenschaften, aber auch die weiterhin bestehenden Corps wurden als eine Gefahr für die herrschende politische Ordnung gesehen. Und die Couleur galt als das äußere Zeichen, in dem sich diese Bedrohung manifestierte. Als besonders bekämpfenswert erschien den Behörden das Bestreben, überregionale Organisationen zu bilden, in denen sich Studenten verschiedener Universitäten zusammenschlossen, ein Bestreben, das vor allem die Burschenschaften mit ihrer überregional verwendeten Farbkombination Schwarz-Rot-Gold verfolgten (Universitätsgesetz § 3). Diese Befürchtung war nicht ganz unberechtigt, denn auf dem Hambacher Fest 1832 wurden diese Farben erstmals auch von Nicht-Studenten als Bekenntnis zur Demokratie verwendet. Weitere Meilensteine der Geschichte waren der Frankfurter Wachensturm und die Märzrevolution.

### Progress: Erneute Gegenbewegung

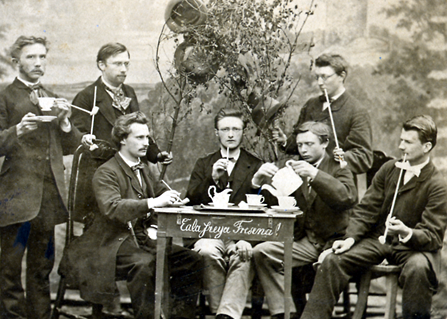
Couleur abgelegt: Frisia Göttingen (1865)

Im Rahmen der bürgerlichen Bewegung im Vormärz entstanden auch in der Studentenschaft reformerische Bestrebungen. Das Abgrenzen der Studenten von der bürgerlichen Gesellschaft erschien nicht mehr zeitgemäß. Die Progressbewegung hatte das Ziel, akademische Privilegien abzuschaffen sowie studentische Zusammenschlüsse und bürgerliche Vereine einander anzunähern. So entstanden um die Mitte des 19. Jahrhunderts die ersten „nicht-farbentragenden“ Studentenverbindungen, deren Mitglieder sich als Studenten nicht vom Rest der Bevölkerung abheben wollten. Einige Verbindungen legten ihre Farben ab.

### Couleur wird staatstragend
Die neu einberufene deutsche Nationalversammlung erklärte 1848 Schwarz-Rot-Gold zu den offiziellen Farben des deutschen Bundes. Von 809 Abgeordneten waren 170 Burschenschafter und 170 Corpsstudenten unterschiedlichster, auch politischer Couleur. Als die Karlsbader Beschlüsse im selben Jahr aufgehoben wurden, änderte sich die gesellschaftspolitische Stellung der studentischen Verbindungen und damit auch des Couleurs grundlegend. Nach der Lockerung der strengen Regelungen und mit der zunehmenden Liberalisierung an den Hochschulen wandelte sich die Couleur vom verbotenen Erkennungszeichen aufmüpfiger Jugendlicher zum Abzeichen des akademischen Nachwuchses der Nation. Die Couleur wurde zum Symbol der privilegierten Stellung der Universitätsangehörigen und zunehmend auch der berufstätigen Akademiker. Zudem waren die Burschenschaften zunächst zu den Meinungsführern innerhalb der Studentenschaft aufgestiegen. Dies änderte sich erst mit der Reichseinigung 1871, da mit der kleindeutschen Verwirklichung eines zentralen Ziels die zuvor tonangebenden Burschenschaften in eine länger andauernde Krise gerieten und sich in Habitus und Auftreten zunehmend den studentischen Corps annäherten.
Das im deutschen Sprachraum entwickelte Konzept des Couleurs fand auch bei Studenten in anderen Ländern Anklang. So hatten die Burschenschaften schon früh im 19. Jahrhundert ähnliche Gründungen in Polen ausgelöst. Die Deutschbalten hatten im russischen Kaiserreich ab 1802 ihre eigene Universität, die Kaiserliche Universität Dorpat, und brachten die Sitten und Gebräuche von ihren früheren Universitäten in Deutschland mit. Im Baltikum formierten sich ab der Mitte des Jahrhunderts dann auch Studentenverbindungen der lettischen, estnischen, russischen und polnischen Volksgruppen. Nach dem Ende der kommunistischen Herrschaft und der Unabhängigkeit der baltischen Länder erfuhren diese Verbindungen eine Renaissance und tragen heute wieder nach deutschem Muster Couleur.
Bereits 1842 bildete sich in Deutschland die erste Schülerverbindung. Weitere Zusammenschlüsse dieser Art wurden vor allem in der zweiten Hälfte des Jahrhunderts gegründet, besonders in Franken, Baden, in Österreich und der Schweiz, vereinzelt aber auch in Norddeutschland. Diese Verbindungen orientieren sich bis heute stark an studentischen Sitten und Gebräuchen und tragen fast alle auch bis heute Couleur.

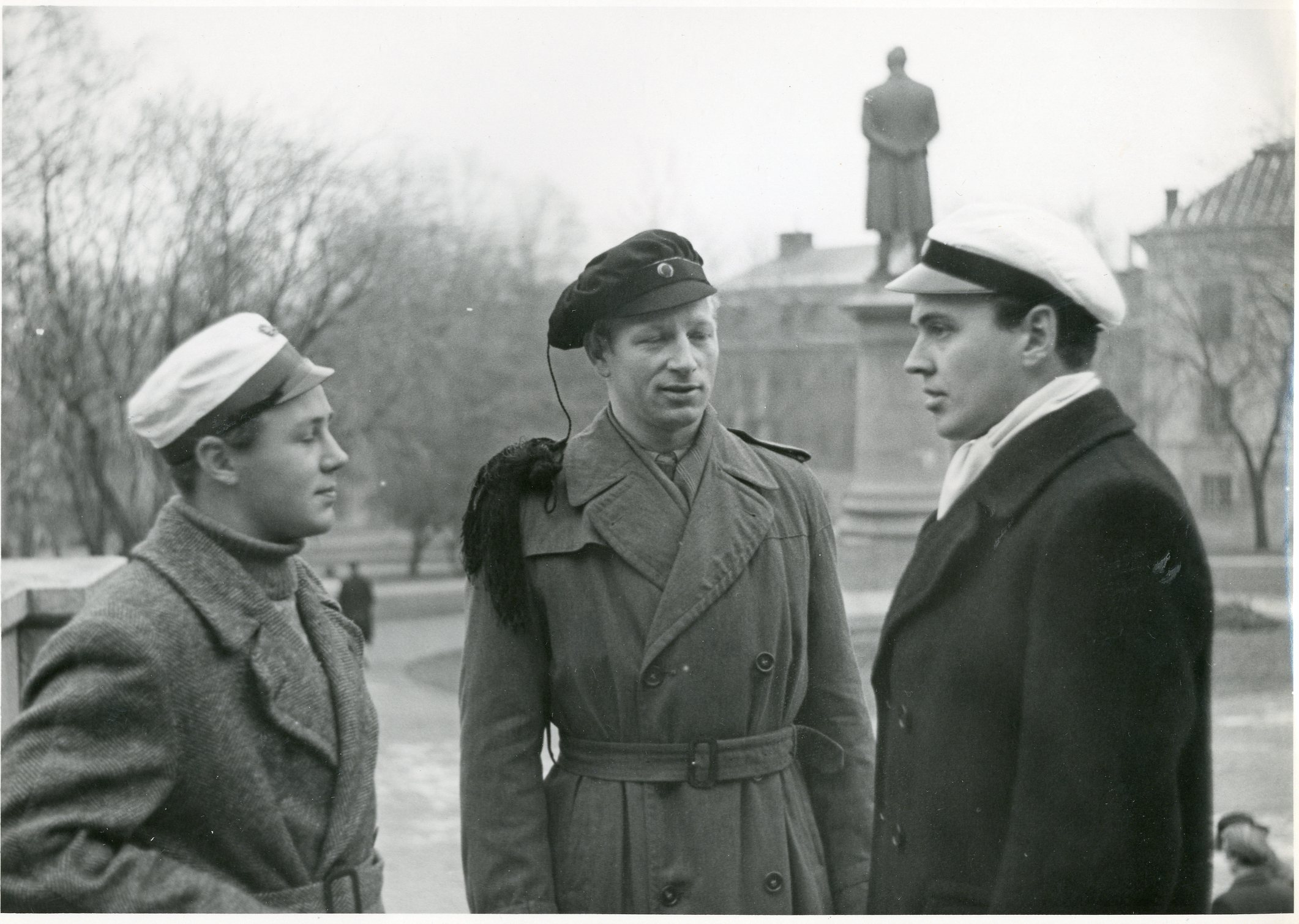
Dänische, norwegische und schwedische Studentenmütze

Im Zuge des Skandinavismus entstand auch in Dänemark, Schweden und Norwegen in den 1840er Jahren die Sitte, eine Studentenmütze zu tragen, deren Grundmuster der deutschen Mütze sehr ähnelte, für die es aber kein Vorbild in der Alltagskleidung der betreffenden Länder gab. Durch diese Kennzeichen werden nicht die Angehörigen verschiedener selbstverwalteter studentischer Zusammenschlüsse kenntlich gemacht, sondern die Studenten nach Hochschule, Hochschultyp oder Studienfach unterschieden, bzw. nach der Art ihres studienqualifizierenden Schulabschlusses.

### Österreich: Couleur als Ausdruck deutscher Nationalität

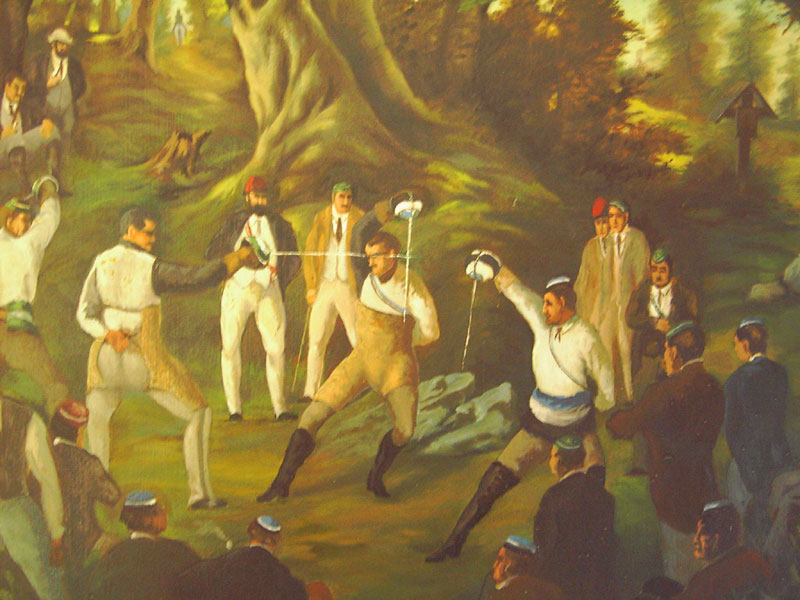
Mensur Innsbrucker Corpsstudenten 1863.

In Österreich und den habsburgischen Gebieten Ost- und Mitteleuropas konnte die Unterdrückung der (verbindungs)studentischen Kultur in der ersten Hälfte des 19. Jahrhunderts durch den Metternich’schen Unterdrückungsapparat wirkungsvoller umgesetzt werden als in anderen Ländern des Deutschen Bundes. So konnte sich auch studentisches Couleur hier erst nach 1859 entwickeln (siehe auch: Schillerfest), stark beeinflusst durch Studenten aus anderen Teilen des deutschen Sprachraums. Jedoch gestaltete sich hier die Farbwahl anders, da die Traditionen aus dem 18. Jahrhundert abgebrochen waren. Auch gab es einige Sonderentwicklungen, die österreichisches Couleur von dem Couleur aus anderen Gebieten unterscheidet.
Im Gegensatz zu Polen und dem Baltikum wurde in einigen Ländern der Habsburgermonarchie studentisches Couleur als typisches Kulturgut der deutschen Volksgruppe innerhalb der Nationenvielfalt des Vielvölkerstaates betrachtet. Bei den nationalistischen Auseinandersetzungen, die die Monarchie in der zweiten Hälfte des 19. Jahrhunderts stark belasteten, spielte studentisches Couleur als Identitätssymbol deutscher Nationalität eine wichtige Rolle. Das wurde speziell an den Universitäten in Gegenden, wo die deutsche Volksgruppe tendenziell in der Minderheit war, oft zum Anlass teilweise tätlicher Auseinandersetzungen, so vor allem in Prag und Brünn (siehe Kuchelbader Schlacht). Zur Unterstützung des „Deutschtums“ in sprachlich und ethnisch gemischten Gebieten produzierte und vertrieb der Deutsche Schulverein Couleur-Postkarten. Aus Czernowitz ist bekannt, dass es dort ein mehr oder weniger friedliches Nebeneinander von deutschen, jüdischen, polnischen, rumänischen und ruthenischen Studentenverbindungen gab, die allesamt Couleur trugen.

### Deutsches Kaiserreich: Couleur als Abzeichen gesellschaftlicher Elite

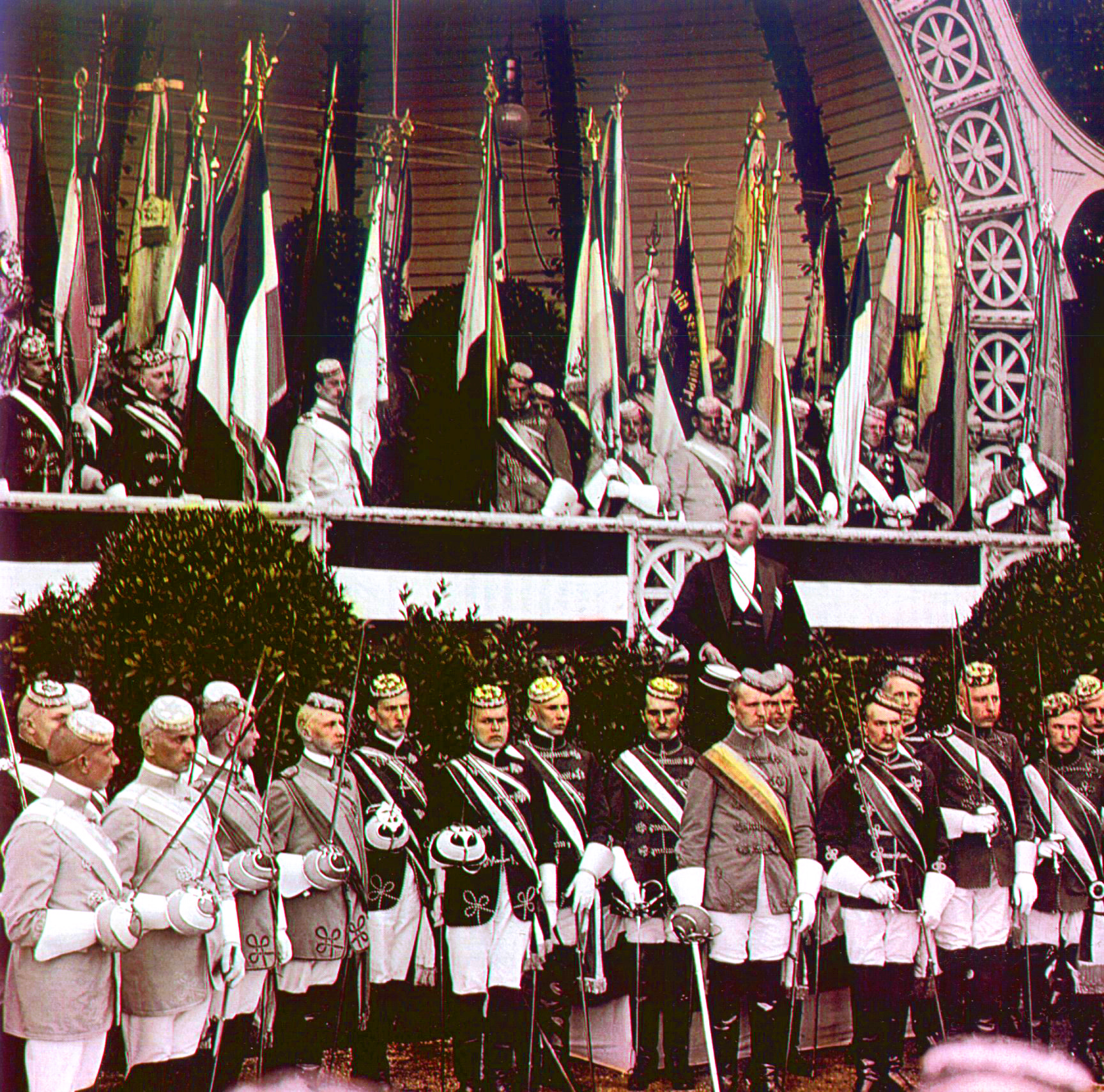
Studenten in Wichs, Berlin 1912

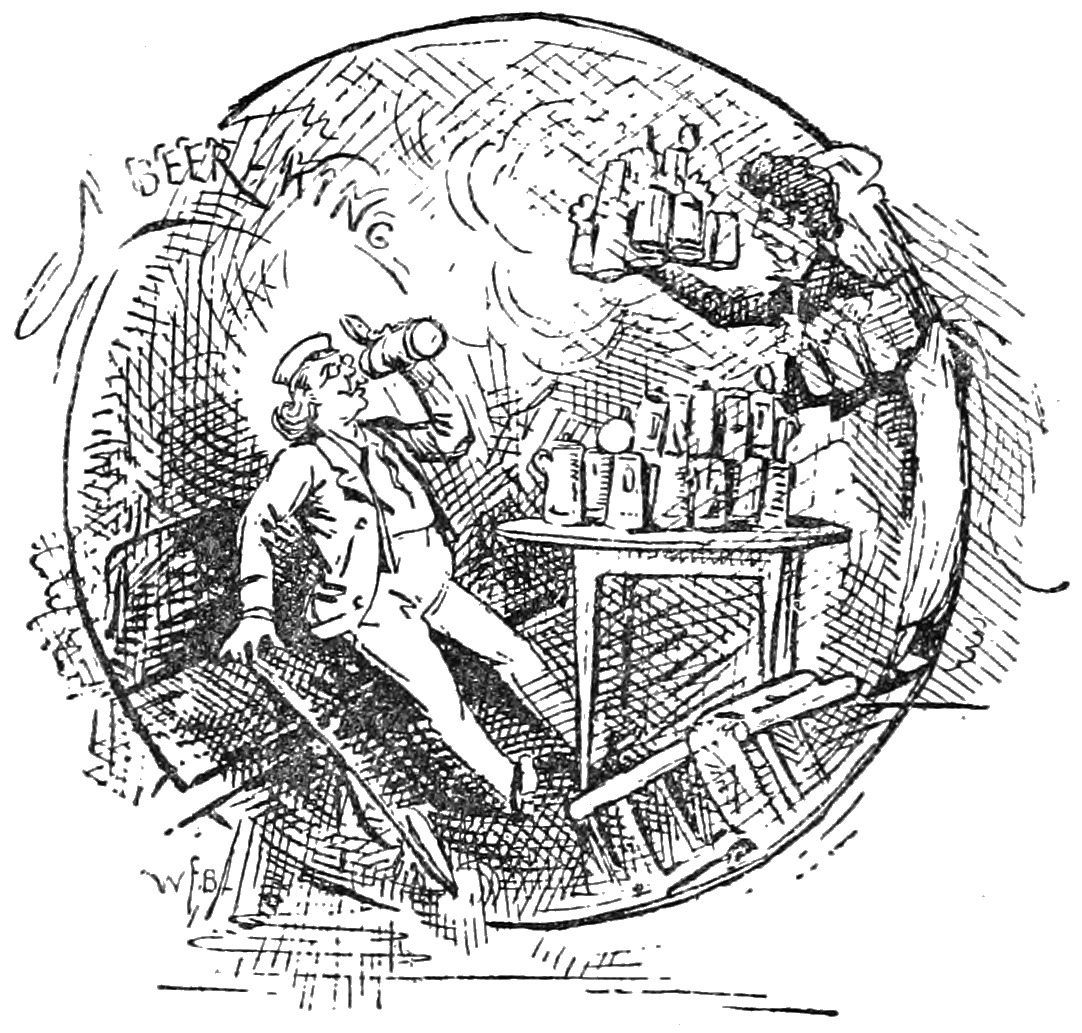
The Beer King. Illustration von Walter Francis Brown in Mark Twains Bummel durch Europa 1880

In der zweiten Hälfte des 19. Jahrhunderts und ganz besonders im deutschen Kaiserreich ab 1871 wurden die studentischen Verbindungen, insbesondere die Corps, zum Inbegriff der (zivil)gesellschaftlichen Elite. Der typische preußisch-wilhelminische Student war in Bildern gar nicht mehr anders darzustellen als mit Band und Mütze. Selbst die Söhne regierender Herrscherhäuser schlossen sich nun zunehmend Studentenverbindungen an und ließen sich, wenn nicht in militärischer Uniform, in studentischer Couleur fotografieren und malen. So auch viele Hohenzollernprinzen, unter ihnen der spätere Kaiser Wilhelm II. Couleur wurde so sehr zum Merkmal des (Bildungs-)Bürgertums, dass ab den 1870er Jahren auch alle Schüler, teilweise auch Schülerinnen, weiterführender Schulen (Gymnasien, Realgymnasien, Oberrealschulen) mit Schülermützen ausgestattet wurden. Diese Schülermützen entsprachen dem Aussehen ganz genau den Couleurmützen der Studenten, hatten aber eine andere Funktion. Mit den Farben, Vorstößen und eventuell anderen Applikationen wurden die Schüler nach Schule und Klassenstufe identifiziert. Die Farbsysteme wurden von den Schulbehörden festgelegt und waren von Stadt zu Stadt unterschiedlich. Volksschulen waren davon ausgenommen.
Einen erheblichen Aufschwung erlebten zudem die christlichen, insbesondere katholischen Studentenverbindungen, die ihr Recht Farbe zu bekennen, Couleur zu tragen, gegen große Widerstände durchsetzten und zunehmend in der Öffentlichkeit präsent wurden. So trug der Kulturkampf in Preußen und im Deutschen Reich (vgl. Badischer Kulturkampf) stark zur Gründung katholischer farbentragender Studentenverbindungen bei, die sich dann im Cartellverband der katholischen deutschen Studentenverbindungen (CV) zusammenschlossen. Dieser Verband ist heute der größte Zusammenschluss farbentragender Studentenverbindungen in Europa.
Ebenso wurde das Farbentragen bei Turnerschaften üblich, teilweise sogar verpflichtend und ebenso, abgeleitet von den studentischen Korporationen bei Sängerschaften und ab 1881 im Vereinswesen des Kaiserreichs insgesamt. In der deutschen Frühzeit des Fußballsports, der insbesondere von den angehenden Akademikern an den technischen Universitäten ausgeübt wurde, übertrugen einige der Fußballanhänger studentische Bräuche einschließlich des Couleur auf ihren neuen Sport, distanzierten sich aber als Sportler vom klassischen Verbindungsbetrieb.

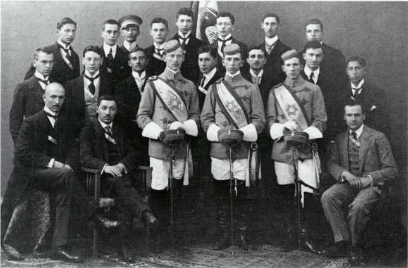
Zionistische Verbindung Jordania München (1912)

Die Konsolidierung der Burschenschaften unter nationalistischen und auch antisemitischen Vorzeichen führte zur Bildung jüdischer Studentenverbindungen, die ab den 1880er Jahren aufkamen und die äußeren Merkmale und Formen traditioneller Studentenverbindungen im deutschsprachigen Raum für sich in Anspruch nahmen und damit indirekt auch zu deren Stabilisierung und Anerkennung beitrugen.

„Wir führen unsere Waffen, um unsere Ehre vor jedem Angriff derer zu schützen, die in diesen Formen das Wesentliche sehen, um mit dem Säbel, der unsere Farben trägt, zu beweisen, daß es nichts als ein Vorurteil ist, wenn man dem Juden Mut und Unerschrockenheit bestreitet. Wir lehnen es daher ab, die Waffen abzulegen, weil man sie uns streitig macht. Darum tragen wir auch Couleur.“

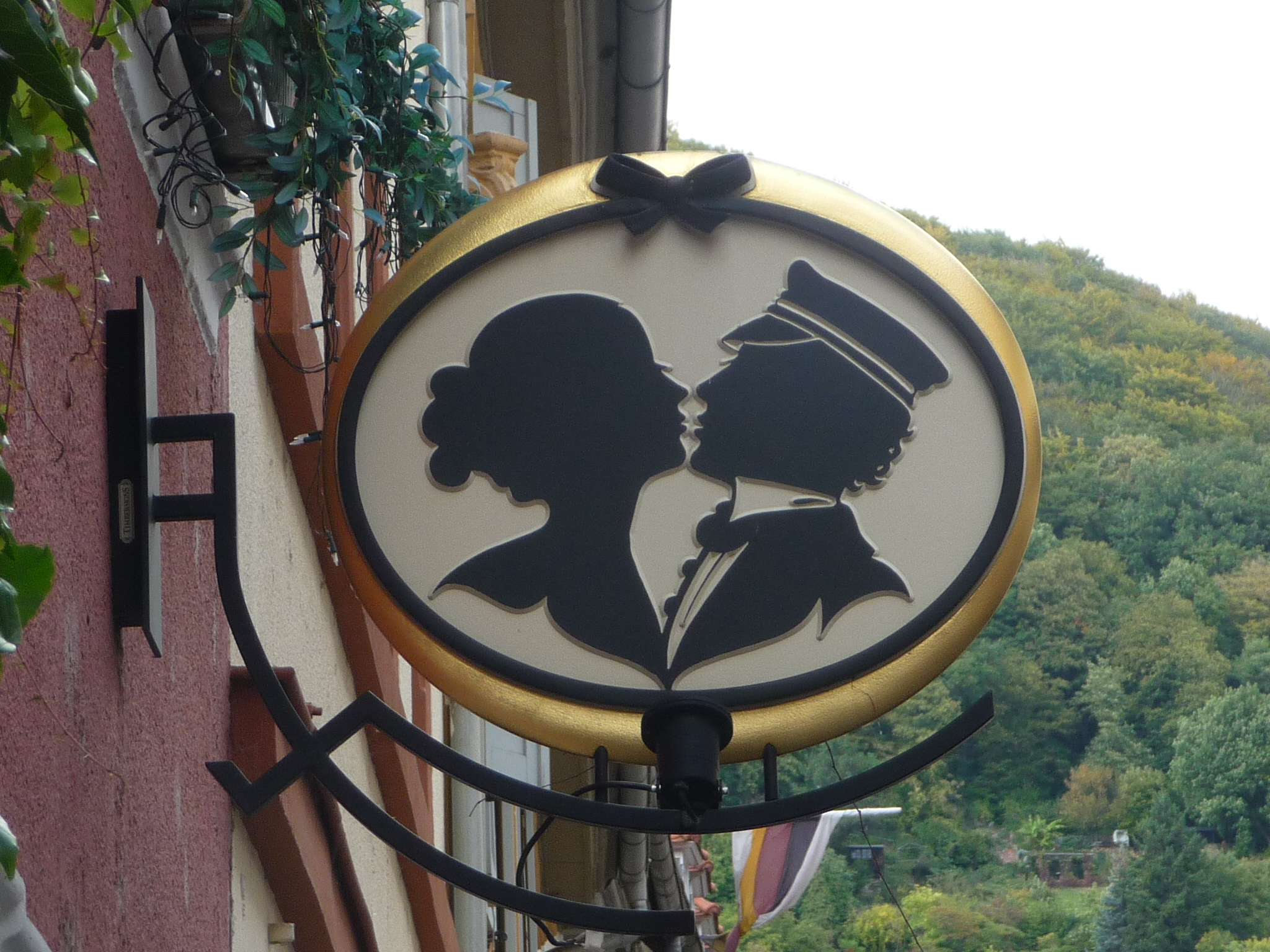
Couleur im Schattenriss – Aushängeschild eines Ladens in Heidelberg

Der (Corps-)Student in Couleur wurde bereits im Kaiserreich zu einem Stereotyp, der Allgemeinplatz eines Couleur tragenden, schmissverzierten wilhelministischen Spießbürgers wurde in einer Vielzahl von Karikaturen und Parodien in das öffentliche Bewusstsein getragen und wirkt bis heute fort. Im Ausland führte unter anderem Mark Twains 1880 erschienene Beschreibung eines Besuchs bei Heidelberger Corps im Bummel durch Europa zu einem nachhaltig prägenden Bild des deutschen Universitätsbetriebes und der zentralen Rolle des Couleurs dabei. Die 1924 erschienene, überaus erfolgreiche Operette The Student Prince wurde zum Inbegriff des amerikanischen Operettenschlagers. Der zugehörige Chor „Drink! Drink! Drink!“ der Heidelberger Couleurstudenten wurde besonders populär, weil sich die USA zur Zeit der Uraufführung mitten in der Alkoholprohibition befanden. Eine bereits im Kaiserreich aufgekommene Parodie des klassischen Couleurs findet sich bei schwarzen Verbindungen, die betont weder farbentragend noch farbenführend sind und wie die 1871 gegründete Akademische Verbindung Igel Tübingen Spottfarben wie „schwarzgrau–mausgrau–silbergrau“ verwendeten, mit denen das überzogene Farbenspiel anderer Verbindungen ins Lächerliche gezogen werden sollte.

### Jugendbewegung: Dritte Gegenbewegung
Ab etwa 1896 bildete sich mit der Jugendbewegung an den deutschen Universitäten die Freistudentenschaft, deren Mitglieder nicht nur die bürgerlichen Ideen der Studentenverbindungen und ihre Organisationsform, sondern auch ihre Erkennungszeichen, die Couleur, ablehnten. Sie bevorzugten „einfache Kleidung“, die dem Motto „Zurück zur Natur“ entsprach. Das studentische Couleur wurde wiederum – bereits zum dritten Mal in diesem Jahrhundert – als etwas Überlebtes, als Relikt einer alten Zeit, betrachtet.
Diese Bewegung überdauerte den Ersten Weltkrieg und bildete eine der weltanschaulichen Strömungen, die sich dem Couleurstudententum in der Weimarer Republik entgegenstellten.
Dies war die erste Gegenbewegung gegen die traditionelle Kultur der Studentenverbindungen, die nicht wieder in diese Traditionen zurückfiel. Die hier aufgebauten Alternativen bildeten die Grundlage für die nicht-korporierte studentische Kultur des 20. Jahrhunderts, die sich bis heute nur durch sehr wenig Eigenarten von der allgemeinen Jugendkultur ihrer Zeit unterscheidet.

### Weimarer Republik und Nationalsozialismus
In der Weimarer Republik nahm die Mehrheit der deutschen Studenten Positionen in der rechten Hälfte des politischen Spektrums ein. Linke oder jüdische Hochschulgruppen erlangten bei den Wahlen zu den Allgemeinen Studentenausschüssen (AStA) bestenfalls einstellige Prozentzahlen. Deutschnational oder katholisch-konservativ waren die Hauptströmungen, die die couleurtragenden Studenten in der Hochschulpolitik und in der Gesellschaft vertraten. Mit diesen politischen Überzeugungen wurde in der Folge auch das Couleur in der breiten Bevölkerung assoziiert.
Die dominierende Rolle von Verbindungsstudenten in den höheren Verwaltungs- und Regierungsebenen kam nach 1919 zudem unter Druck. Der Nationalsozialistische Deutsche Studentenbund (NSDStB) wurde im Jahre 1926 gegründet und fand schnell großen Zulauf. Ideologisches Ziel war die Erziehung der Studenten im nationalsozialistischen Sinne sowie die Aufhebung der Klassenschranken zwischen Akademikern und dem Rest der Bevölkerung.
Die nationalsozialistischen Jugendorganisationen wie Hitlerjugend (HJ) und NSDStB orientierten sich bei ihren Uniformen und Abzeichen mehr an „modernen“ Vorbildern, wie der Bündischen Jugend, die aus den Pfadfindern und den Wandervögeln der früheren Jugendbewegung hervorgegangen war. Klassenunterschiede sollten dabei keine Rolle mehr spielen. Deshalb schafften die Nationalsozialisten auch bald nach der Machtergreifung die amtlicherseits verordneten Schülermützen wieder ab, die die Schüler weiterführender Schulen von den Volksschülern unterschieden. Diese Mützen wurden als „Eierschalen der Reaktion“ gebrandmarkt.
Eine besondere Angriffsfläche boten die Schülermützen und das studentische Couleur, weil auch jüdische Schüler und Studenten mit ihrer Hilfe als Mitglieder der gebildeten Oberschicht ausgewiesen wurden. So wetterte die NSDAP-Publikation Illustrierter Beobachter 1930:

„Die deutschen Gymnasiastenmützen und später das Burschenband sollen dazu beitragen, die Rassenmerkmale zu verschleiern.“

Dazu wurden drei jüdische Studenten in Couleur abgebildet.
Die Auseinandersetzungen zwischen Vertretern nationalsozialistischer Organisationen und Verbindungsstudenten arteten teilweise in Straßenschlachten aus, so im Jahre 1934 in Göttingen (Göttinger Krawalle).
Einer der Höhepunkte subversiver Traditionspflege war der Versuch zur Neugründung des offiziell aufgelösten Corps-Dachverbands Kösener Senioren-Convents-Verbands noch während des Krieges. Eine besondere Provokation war der gemeinsame, in Couleur durchgeführte Kommers aller heimlich bestehenden schlagenden Würzburger Verbindungen am 17. Juli 1944 auf dem Haus des Corps Rhenania Würzburg. Denn genau zur gleichen Zeit feierte die Deutsche Studentenschaft in Anwesenheit des Reichsstudentenführers Gustav Adolf Scheel ihr 25-jähriges Bestehen mit einer Großkundgebung – nur zwei Straßenzüge weiter. Zeitzeuge Hans Dörrie, Mitglied des Corps Rhenania, schrieb über den Kommers der Würzburger Verbindungen:

„Über hundert Vertreter der einzelnen Verbindungen in Band und Mütze an den langen weißgedeckten Tischen in unserem Saal, das war ein herrliches farbenprächtiges Bild, das aller Herzen höher schlagen ließ. Knaup eröffnete den Kommers mit einer kurzen gelungenen Ansprache und trank das erste Glas Bier auf das Wohl unserer gemeinsamen Sache.“

### Nachkriegszeit
In den westlichen Besatzungszonen Deutschlands und in Österreich wurden die studentischen Verbindungen nach dem Zweiten Weltkrieg nach anfänglich zaghaften Versuchen in den 1940er Jahren etwa Anfang der 1950er Jahre wiederbelebt, auch Couleur wurde wieder eingeführt. Bereits 1949 beschloss jedoch der Große Senat der Universität Tübingen:
In den studentischen Gemeinschaften wird kein Platz mehr sein für … das öffentliche Tragen von Farben.
Die Westdeutsche Rektorenkonferenz des Jahres 1949 machte sich in Tübingen diese Auffassung zunächst zu eigen. Die Wiedereinführung des Couleurs stieß also bei den offiziellen Stellen an vielen Hochschulen und in weiten Teilen der Studentenschaft auf Unverständnis. Erste Versuche in den 1950er Jahren, in großem Stil öffentlich in Couleur aufzutreten, riefen Protestkundgebungen hervor, die vom SDS organisiert wurden. In Göttingen wurde den Corps Bremensia und Hannovera am 28. Juli 1953 durch den Rektor der Universität Hermann Heimpel für zwei Semester wegen „Farbentragens in der Öffentlichkeit“ die Zulassungslizenz entzogen. Diese Maßnahme wurde auf Klage dieser Corps am 8. Juli 1954 durch das Verwaltungsgericht Hannover aufgehoben. Das Gericht merkte in den Entscheidungsgründen an:

„Weder der Staat noch die Universität haben die Befugnis, den einzelnen Studierenden oder studentische Vereinigungen hinsichtlich der verfassungsmäßigen Grundrechte unter ein Ausnahmerecht zu stellen. Das Farbentragen verletzt aber weder die Rechte anderer noch verstösst es gegen das Sittengesetz oder die verfassungsmäßige Ordnung.“

Ähnliche Urteile ergingen auch an anderen Hochschulorten, und in der Rektorenkonferenz setzte sich bis 1952 die Rechtsauffassung durch, dass Couleur nicht verboten werden könne. Vereinzelt wurden Verbote des Couleurtragens auf dem Hochschulgelände erlassen, die teilweise erst in den 1980er Jahren aufgehoben wurden.
In der Sowjetischen Besatzungszone und in den abgetrennten Ostgebieten des Deutschen Reiches, ebenso wie in Polen und in den baltischen Ländern, die ihre Unabhängigkeit verloren hatten und in die Sowjetunion eingegliedert worden waren, galten nach dem Krieg die studentischen Verbindungen mit ihren Identitätssymbolen als Merkmale des Bürgertums, die durch die Einführung des Sozialismus hinfällig geworden seien.
In der Schweiz überlebte das Couleurstudententum die Zeit der beiden Weltkriege ohne bedeutende Einschnitte.

### Änderungen in den 1960er Jahren

#### Bundesrepublik

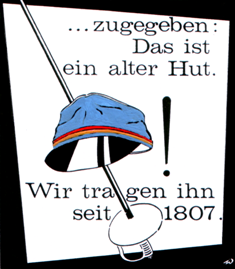
Couleurplakat in West-Berlin (1976/77)

Mit der seit 1965 aufkommenden Studentenbewegung erwuchs den Verbindungen starke Gegnerschaft. Das von der Bewegung angestrebte Vertreiben des „Muffs von 1000 Jahren unter den Talaren“ betraf auch die Sitten und Gebräuche der Studentenverbindungen, darunter das Couleurtragen.
Mit den Talaren der Professoren verschwand auch zunehmend die Couleur aus der Öffentlichkeit deutscher Universitätsstädte. Das Tragen von Couleur beschränkte sich auf verbindungsstudentische Veranstaltungen und eigene Räumlichkeiten (siehe auch: Korporationshaus). Die Verbindungen mussten auch zunächst einen Rückgang des Anteils an Korporierten und der absoluten Mitgliedszahlen hinnehmen. Viele Verbindungen mussten ihren aktiven Betrieb einstellen. Einige, vor allem musische und christliche Verbindungen begannen schließlich auch Frauen aufzunehmen.
Die rückläufige Entwicklung der Bedeutung der Studentenverbindungen kam erst ab 1980 zum Stillstand.

#### DDR
In der DDR waren die couleurstudentischen Traditionen bald untersagt. Generell wurde die Neuentwicklung von eigenständigen studentischen Zusammenschlüssen mit eigenen Traditionen wirksam verhindert, da die Jugend in der Freien Deutschen Jugend (FDJ) organisiert und damit von der staatstragenden Partei und Staat kontrolliert sein sollte. Offizielles Abzeichen waren das blaue Hemd mit dem Sonnenemblem am Ärmel. Der Aufbau selbstverwalteter studentischer Strukturen stand dem Führungsanspruch der Partei im Wege.
Doch bereits in den frühen 60er Jahren gab es erste zaghafte Versuche von Studenten, etwas über die alten studentischen Traditionen zu erfahren. Es war keine Literatur und selten Couleur vorhanden. Mancher Student fand zu Hause alte Erbstücke (Band, Mütze und Bierseidel des Urgroßvaters), mit dem die jungen Leute der damaligen Zeit noch nicht viel anfangen konnten.
Zeitzeugen berichten, dass interessierte Studenten begannen, durch verschlüsselte Zeitungsanzeigen alte Couleurgegenstände zusammenzusuchen. Teilweise wurden Couleurartikel (Studentenmützen, Bierseidel, Bier- und Weinzipfel etc.) in Antiquitätenläden oder direkt bei Haushaltsauflösungen angeboten. Später nähten sich einige Studenten selbst Kneipjacken und Schärpen. Auch wurde dreifarbiges Geschenkband als Bandersatz verwendet. Es wurden Mützen angefertigt, wobei zum Beispiel Mützenschilder von Fleischermützen verwendet wurden.
Das Erscheinungsbild der Studenten während der heimlichen Zusammenkünfte glich zu der Zeit mehr einem Verkleiden in historischen Kostümen und einem Nachspielen der Traditionen (siehe auch: Living History), zumal die Couleur noch wie auf den Dachböden gefunden kunterbunt gemischt getragen beziehungsweise laienhaft zusammengenäht wurde.
Aufgrund des Mangels an Literatur über alte Traditionen bildeten sich bald auch neue. Eine eigene Kreation der DDR-Verbindungen war zum Beispiel der Gebrauch der „Bierkordel“. Dabei wurde eine rund 30 Zentimeter lange Kordel an alle Teilnehmer eines Kommerses oder einer Kneipe ausgegeben. Nach jedem Knotensalamander wurde ein Knoten in die Bierkordel eingefügt. Knotensalamander sind von Ehrensalamandern, die bei vielen Studentenverbindungen auf Kommersen zu Ehren eines Mitglieds oder im Gedächtnis an Verstorbene Philister getrunken werden, zu unterscheiden. Auch heute feiern einige Verbindungen der Rudelsburger Allianz noch Salamanderkneipen. Im Gedächtnis an das Farbenstudententum in der DDR feiert der Hallenser Wingolf seine Semesterabkneipen als Salamanderkneipen.
Häufig wurden bei den Kneipen, ähnlich der altdeutschen Tracht, schwarze Hose, weißes Hemd (mit Krawatte oder buntem Halstuch), schwarze Weste und ein Gehrock getragen.
Gegen Ende der DDR-Zeit wurden durch Kontakte zu westdeutschen und österreichischen Verbindungen professionell gefertigte Bänder und auch Mützen besorgt.

### Nach der deutschen Wiedervereinigung

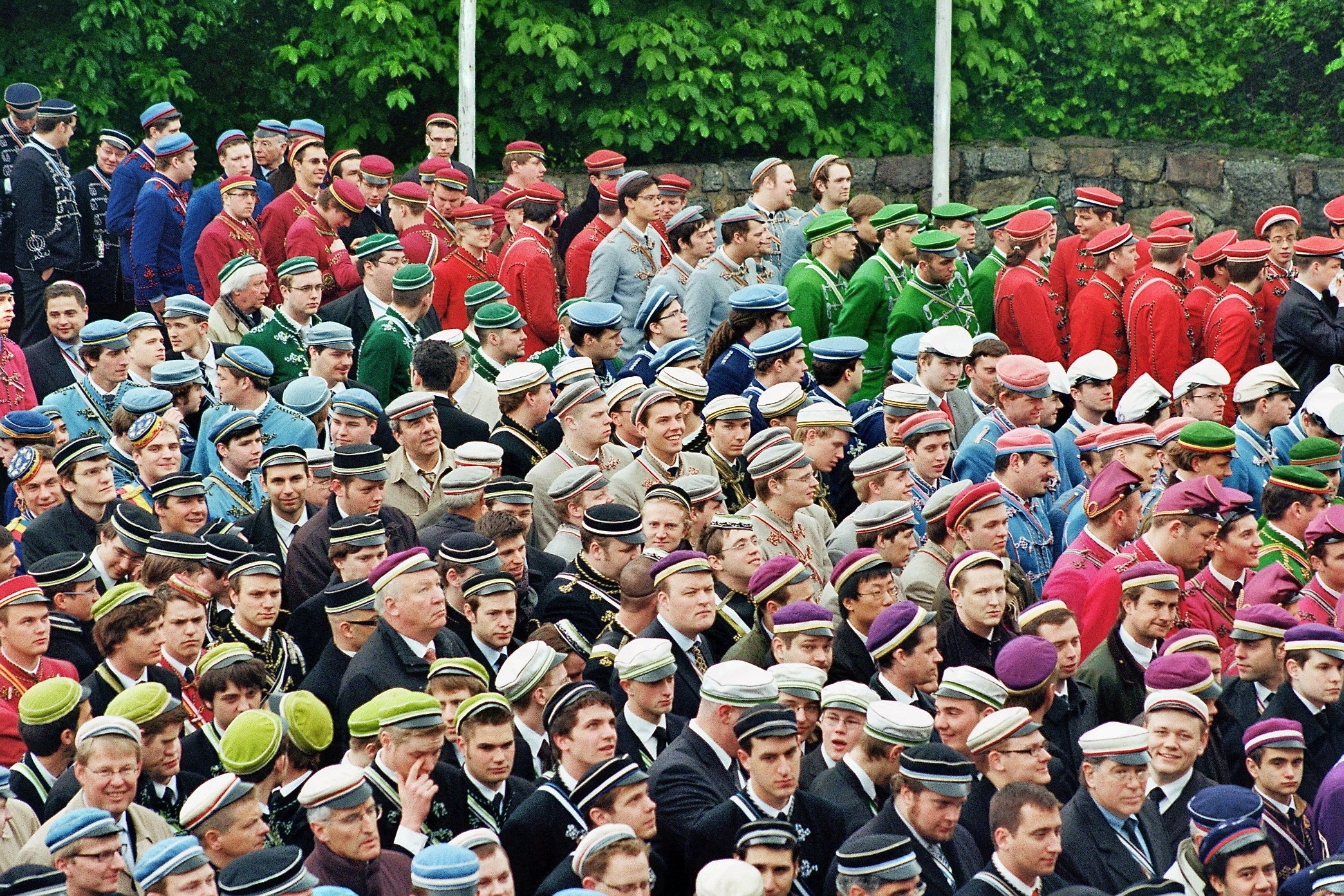
Weinheimer Corpsstudenten auf der Weinheimtagung 2010

Bereits Monate vor der deutschen Wiedervereinigung haben sich ursprünglich im Osten entstandene Studentenverbindungen, die nach dem Zweiten Weltkrieg in die Bundesrepublik gegangen waren, wieder an ihre alten Universitätsstädte auf dem Gebiet der DDR verlegt. So entstand auch hier wieder ein Verbindungsleben, zu dem auch die alten Farben gehören.
Nach einer Gewöhnungsphase in den neuen Bundesländern hat sich das Verhältnis der Öffentlichkeit zu couleurtragenden Verbindungsstudenten deutschlandweit angenähert und weitgehend vereinheitlicht. Während in der Bevölkerung – zumindest außerhalb der Hochschulorte – studentisches Couleur weitgehend aus dem Bewusstsein verschwunden ist, gibt es Gruppen, die dem Phänomen sehr positiv gegenüberstehen, aber auch Gruppen, die vehement Kritik üben.
Den Studentenverbindungen kritisch gegenüberstehende Gruppierungen warnen heute regelmäßig Studienanfänger vor einem Eintritt in eine Studentenverbindung (siehe auch: Burschi-Reader). Das in der breiten Öffentlichkeit mittlerweile relativ unbekannte Phänomen des Couleurs dient dabei als Anlass für Häme und herablassende Formulierungen, die die studentischen Traditionen in den Augen junger Menschen lächerlich machen sollen:

„Jedermensch hat sie schon gesehen: junge Männer mit komischen Käppchen auf dem Kopf und bunten Bändern um den Hals stranguliert, die mit großen Fahnen durch die Stadt torkeln. Lustig anzuschauen, doch was steckt wirklich dahinter?“

Eine weitere Form der Diskreditierung besteht darin, die Sitten und Gebräuche von Studentenverbindungen mit militärischen Handlungsweisen zu vergleichen. Couleurelemente werden dabei als „Uniformen“ bezeichnet. Dies dient dazu, Studenten, die ihre Militärzeit mit schlechten Erinnerungen hinter sich gebracht oder den Wehrdienst verweigert haben, von Verbindungen abzuschrecken.

„Durch militärische Riten, strenge Hierarchien und Regeln soll der Charakter der neuen Verbindungsbrüder geformt werden. Wichtige Bestandteile sind dabei das Tragen einer Uniform, Kappe und Band, die so genannte volle Wix.“

Dessen ungeachtet gibt es in Deutschland, in der Schweiz und in Österreich zahlreiche bedeutende Persönlichkeiten des öffentlichen Lebens, die in ihrer Studentenzeit Couleur getragen haben und in den meisten Fällen heute noch tragen. Zu diesem Personenkreis gehören in Deutschland im Jahre 2006 der ehemalige Bundespräsident Horst Köhler sowie drei Ministerpräsidenten und ein stellvertretender Ministerpräsident verschiedener Bundesländer. Als sich Günther Oettinger, ehemaliger Ministerpräsident von Baden-Württemberg und Mitglied der schlagenden und farbentragenden Verbindung Landsmannschaft Ulmia Tübingen, im Jahre 2005 zusammen mit den in Vollwichs gekleideten Vertretern mehrerer Studentenverbindungen fotografieren ließ, wurde dieses Foto von der Partei Bündnis 90/Die Grünen im Landtagswahlkampf gegen die CDU eingesetzt. Ein Plakat zeigte zum Beispiel das Bild mit dem Untertitel „51 bunte Hunde und ein schwarzes Schaf“ (Siehe dazu: Landsmannschaft Zaringia Heidelberg).
Papst Benedikt XVI. war zwar als Student Mitglied in einer nichtfarbentragenden Verbindung, hat aber später als Geistlicher mehrere Ehrenmitgliedschaften farbentragender katholischer Studentenverbindungen angenommen und im Jahre 1986 eine in deutscher Tradition stehende farbentragende Studentenverbindung in Rom (KAV Capitolina Rom) als „Gründungsphilister“ mitbegründet.
In den 1990er Jahren kam es auch in Deutschland zu einer Gründungswelle von Damenverbindungen, also von Verbindungen, die nur weibliche Mitglieder aufnehmen. Diese Verbindungen sind praktisch alle farbentragend, so dass heute in Deutschland, Österreich und der Schweiz, aber auch in Chile und dem Baltikum vermutlich mehr Frauen Couleur tragen als jemals zuvor.

### 2008: Couleur in der Kunst
Besondere Aufmerksamkeit erfuhr das studentische Couleur im Frühjahr 2008 durch die Flaggeninstallation „Nationalgalerie“ des in Kreuzberg lebenden rumänischen Künstlers und Villa-Romana-Preisträgers Daniel Knorr. Im Rahmen der 5. Berlin Biennale für zeitgenössische Kunst brachte er Flaggen im Stil der Farbfeldmalerei in den Farben der 58 Berliner Studentenverbindungen rund um das Dach der Neuen Nationalgalerie an. Diese werden als „Hinweis auf die separierte Gesellschaft und das Scheitern des modernen Ideals der Transparenz“ verstanden.